# Елизаветинское барокко

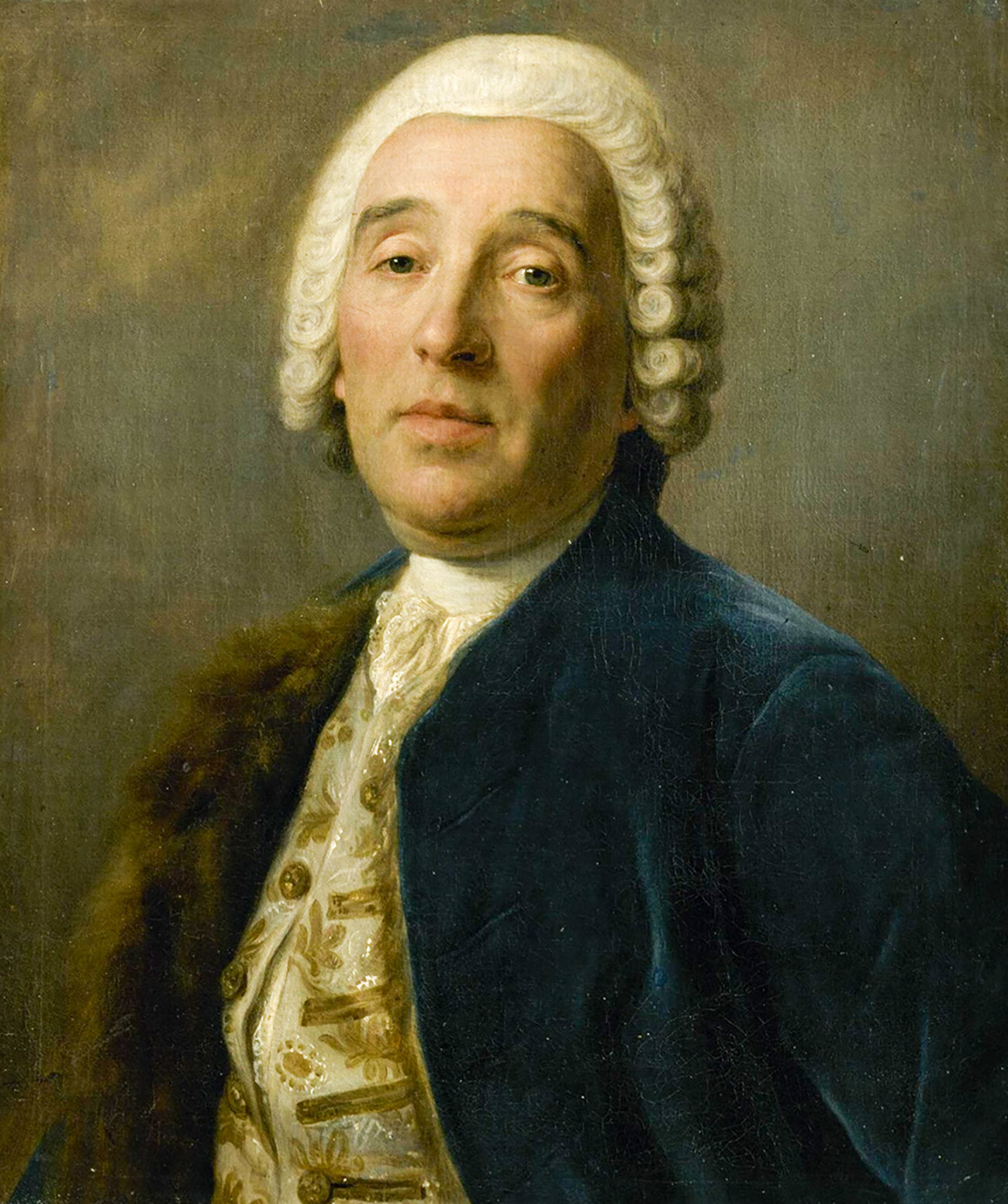
П. Ротари. Портрет Бартоломео Франческо Растрелли. Около 1760 г. Холст, масло. Санкт-Петербург, Русский музей

Елизаве́тинское баро́кко, елизаветинский стиль, также: барочно-рокайльный стиль, монументальное рококо — историко-региональный художественный стиль, а также обозначение исторического периода в развитии русского искусства в годы правления императрицы Елизаветы Петровны (1741—1761). Крупнейшим представителем этого периода был работавший в Санкт-Петербурге итальянский зодчий Б. Ф. Растрелли (1697—1771), оказавший влияние на развитие всех видов искусства: архитектуры, оформления интерьера, монументально-декоративных росписей, декоративно-прикладного и орнаментального искусства. Поэтому существует ещё одно название этого стилевого течения — «растреллиевское барокко».

## Исторические предпосылки возникновения стиля
Формированию нового архитектурного стиля предшествовало так называемое «московское барокко» конца XVII века (правильное название: нарышкинский стиль), петровское барокко архитектуры Санкт-Петербурга первой четверти XVIII века, времени Петра Великого, и «аннинский» переходный период в годы правления императрицы Анны Иоанновны (1730—1740).
Воспитание будущей императрицы, дочери Петра Великого, велось на французском языке. Когда ей было всего восемь лет возникла идея выдать Елизавету за её ровесника Людовика XV, либо за юного герцога Орлеанского. «Эта затея не осуществилась, но Елизавета получила французское воспитание, она попала между встречными культурными течениями, воспиталась среди новых европейских веяний и преданий благочестивой отечественной старины… Она умела совместить в себе понятия и вкусы обоих». Елизавета Петровна не отличалась особой образованностью, но именно с её правления принято начинать отсчёт русской галломании и одновременно внимания к русским национальным традициям. Дипломатическое сближение с Францией и война с Пруссией усилили патриотические настроения, было приостановлено засилье в придворных кругах курляндских немцев. Дочь Петра Великого стремилась приглашать в Россию не только строителей и инженеров, как делал её отец, но также художников: живописцев и архитекторов, итальянских актёров и музыкантов, при этом демонстрировала пиетет к русской старине и православию. Когда ей предлагали назначить на какую-либо должность иностранца она спрашивала: а нельзя ли найти русского?.
Эпоха нового и блестящего царствования длилась двадцать лет. Елизавета обосновала свое право на престол завещанием матери, Екатерины I. По словам В. О. Ключевского, «никогда на Руси не жилось так легко, и ни одно царствование до 1762 года не оставило по себе такого приятного воспоминания». По определению Н. Н. Врангеля, елизаветинское царствование — «одна из самых художественных страниц русской истории».
В годы правления императрицы Елизаветы, в середине XVIII века в большинстве стран Западной Европы господствовал французский стиль рококо. Русское искусство, прежде всего архитектура, оформление парадного дворцового интерьера и декоративно-прикладное искусство, как отмечала историк искусства Н. Н. Коваленская, «вследствие запаздывания развития, к этому времени не прошло стадий классицизма и подлинного барокко», поэтому возник феномен ускоренного развития: «Многие этапы, последовательно проходившиеся другими европейскими народами, в России нередко оказывались как бы сросшимися, уплотнёнными… возникали иногда неожиданные соединения весьма разнородных явлений». Б. Р. Виппер уточнял этот тезис: «Правильнее, по-видимому, представлять себе картину развития художественного мировоззрения в России в том смысле, что, догоняя Европу всё более ускоряющимися темпами, русское искусство попутно решало задачи предыдущих этапов развития, а иногда, напротив, неожиданным скачком опережало Европу и выходило из рамок закономерного, казалось бы, развития, сочетая, таким образом, на одной и той же стадии эволюции передовые черты с элементами отсталыми, с традициями глубоко консервативными».
В странах Западной Европы стиль барокко формировался на основе переосмысления уже сложившихся в Италии в эпоху Высокого Возрождения (начало XVI столетия) классицистических форм архитектуры и живописи. В России возникла «обратная последовательность» художественных стилей: вначале развивалось специфичное русское барокко (конец XVII — первая половина XVIII в.), а затем классицизм (вторая половина XVIII — начало XIX века). В Западной Европе этот же период второй половины XVIII века именуют неоклассицизмом (второй либо третьей «волной» классицистического движения). Россия проходила этот этап впервые. Поэтому, по мнению многих исследователей, значительно усилившиеся в XVII столетии западноевропейские влияния на русскую культуру следует рассматривать не в качестве причины формирования нового стиля, а как следствие особенностей предренессансного национального развития.
Отсюда и происходит необычное слияние в елизаветинскую эпоху стилевых форм классицизма, барокко и рококо, проявившееся в первую очередь в «растреллиевском стиле». В эту переломную эпоху важную роль в деле основания Академии наук и её «художественного департамента» (прообраза будущей Академии художеств), а также создания первой истории русского искусства, сыграл работавший в России немецкий художник и мемуарист Якоб Штелин.

## Основные особенности стиля
Основные особенности и компоненты «елизаветинского стиля» наиболее ярко проявились в творчестве его главного представителя, итальянского архитектора Б. Ф. Растрелли Младшего, сына скульптора петровского времени, обрусевшего итальянца Бартоломео Карло Растрелли (1675—1744). В девятнадцатилетнем возрасте, в 1716 году, вместе с отцом Растрелли-сын приехал в Россию. По определению В. Г. Власова: «Могучая фигура Растрелли олицетворяет собой почти всю русскую архитектуру елизаветинского времени — середины XVIII века. Эта фраза звучит парадоксально, но именно итальянцу Растрелли было суждено внести на своих плечах русскую архитектуру в классическую Европу. Всё, что было сделано гениально одарённым итальянцем в России, стало достоянием одновременно русской и европейской культуры 1740-х —1760-х годов».
Именно Растрелли удалось соединить все основные стилевые черты искусства его времени: основы классического итальянского барокко XVII века, элементы западноевропейского архитектурного классицизма, эстетику и орнаментику модного тогда стиля рококо и традиции древнерусского зодчества, которые Растрелли внимательно изучал, путешествуя по России. «Склонность архитектора к богатой полихромии, позолоте, растительному орнаменту… самая цветистость и узорчатость», — писал Б. Р. Виппер, — всё это красноречиво свидетельствует о том, как глубоко Растрелли впитал в себя своеобразие русского народного творчества". Причём «русское узорочье» свободно сочетается мастером с французскими рокайлями. Отсюда правомочность использование термина «барочно-рокайльный стиль».
В архитектуре Растрелли очевидны влияния Версаля — элементов композиции Большого версальского дворца, яркого примера «большого стиля» эпохи правления «Короля-Солнце» Людовика XIV (1643—1715). Ещё одна особенность — секулярность архитектурного стиля: нивелирование различий между композициями церковных и светских построек. Об этом свидетельствует одно из высказываний Екатерины II, брошенное в качестве упрёка предыдущей эпохе: «Храм стал неотличим от бального зала».
Растрелли — автор Воронцовского (1749—1758) и Строгановского (1753—1754) дворцов в Санкт-Петербурге. Как писал сам зодчий, их фасады «украшены прекраснейшей архитектурой в итальянской манере». Перестраивая и расширяя Большой Петергофский дворец (1745—1750), Растрелли бережно сохранил композицию петровского времени с двухэтажным центральным корпусом и одноэтажными галереями по сторонам. Общая композиция ансамбля, благодаря монументальному каскаду, преображённому творчеством Растрелли, выглядит созданной не «на версальский манер», а более соотносится с Виллой д’ Эсте в Тиволи и прусским дворцом Сан-Суси в Потсдаме. В Большом (Танцевальном) двусветном зале (с рядами окон в два этажа) петергофского дворца (1745—1750) Растрелли, подобно тому, как это сделано в Зеркальной галерее Версаля, использовал зеркала в качестве «ложных окон» на одной стороне и зеркала в простенках между окон на другой. Этот типично барочный приём Растрелли будет повторять и далее не раз, в частности для Иорданской лестницы Зимнего дворца (также двусветной) в Санкт-Петербурге.
Традициям французского классицизма и стилю Людовика XIV отвечает анфиладная планировка внутренних парадных помещений с многомаршевой лестницей. Растрелли мог плохо помнить Версаль, однако многие характерные детали «большого стиля» настойчиво повторяются в его проектах — зрительное колебание плоскости стены с помощью раскреповок, группирование колонн, в особенности на углах здания, слегка выступающие ризалиты, рассчитанные на игру светотени, балюстрада с вазонами и статуями на кровле. Компактность плана и монолитность объемов не позволяют отнести эти постройки Растрелли безоговорочно к стилю барокко, но отдельные барочные приёмы очевидны.
В композиции фасада Большого дворца в Царском Селе в полной мере проявилось соединение традиционно-русских и западноевропейских элементов: двуцветная окраска (белое с голубым), тяжеловесность лепных деталей, обильная позолота. Особенно необычны большая площадь окон и мощные вызолоченные фигуры атлантов первого этажа садового фасада, которые «снимают» ощущение плоскости стены: простенки столь малы, что стена дематериализуется, превращается в призрачную, ажурную ширму. Это качество свойственно архитектуре как западноевропейского барокко, так и маньеризма.
Уникальность индивидуального стиля Растрелли проявляется в ритмическом многообразии композиции фасадов, что хорошо видно на примере здания Зимнего дворца. Его фасады разделены по горизонтали на три почти равных по высоте этажа, вертикалями — на три ризалита, причем боковые ризалиты восточного и западного фасадов, сильно выступающие вперед, образуют некое подобие курдонёров. Все фасады являются главными, но скомпонованы различно. Главный ризалит южного фасада прорезан тремя въездными арками (здесь Растрелли повторил приём, найденный им в композиции дворца в Стрельне). Арки ведут во внутренний двор, где в центре северного корпуса находится главный вход. Среди ближайших аналогов подобных композиционных приемов исследователи называют помимо дворца в Версале виллу Фарнезе в Капрароле (проект Дж. Б. да Виньолы), Королевский дворец в Казерте (Л. Ванвителли) и здание Арсенала в Берлине (проект Ф. Блонделя Старшего).

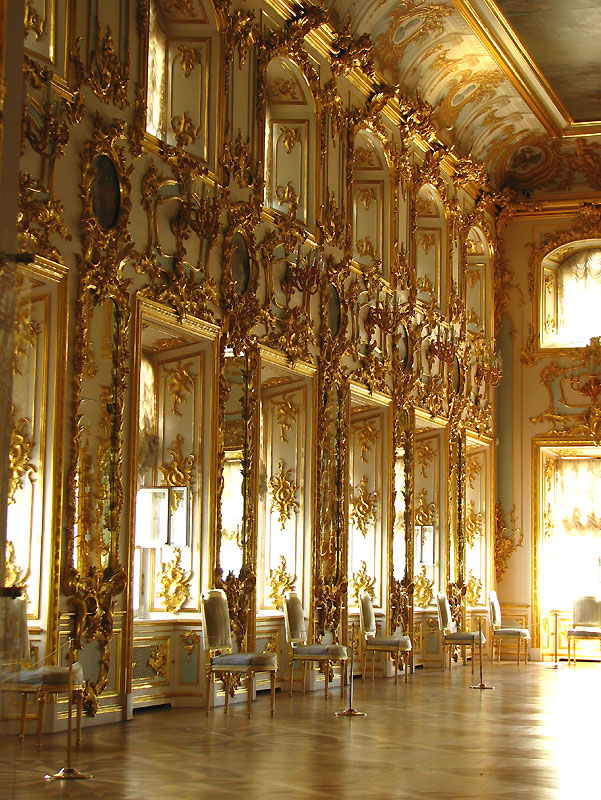
Танцевальный зал Большого дворца в Петергофе. 1745—1750
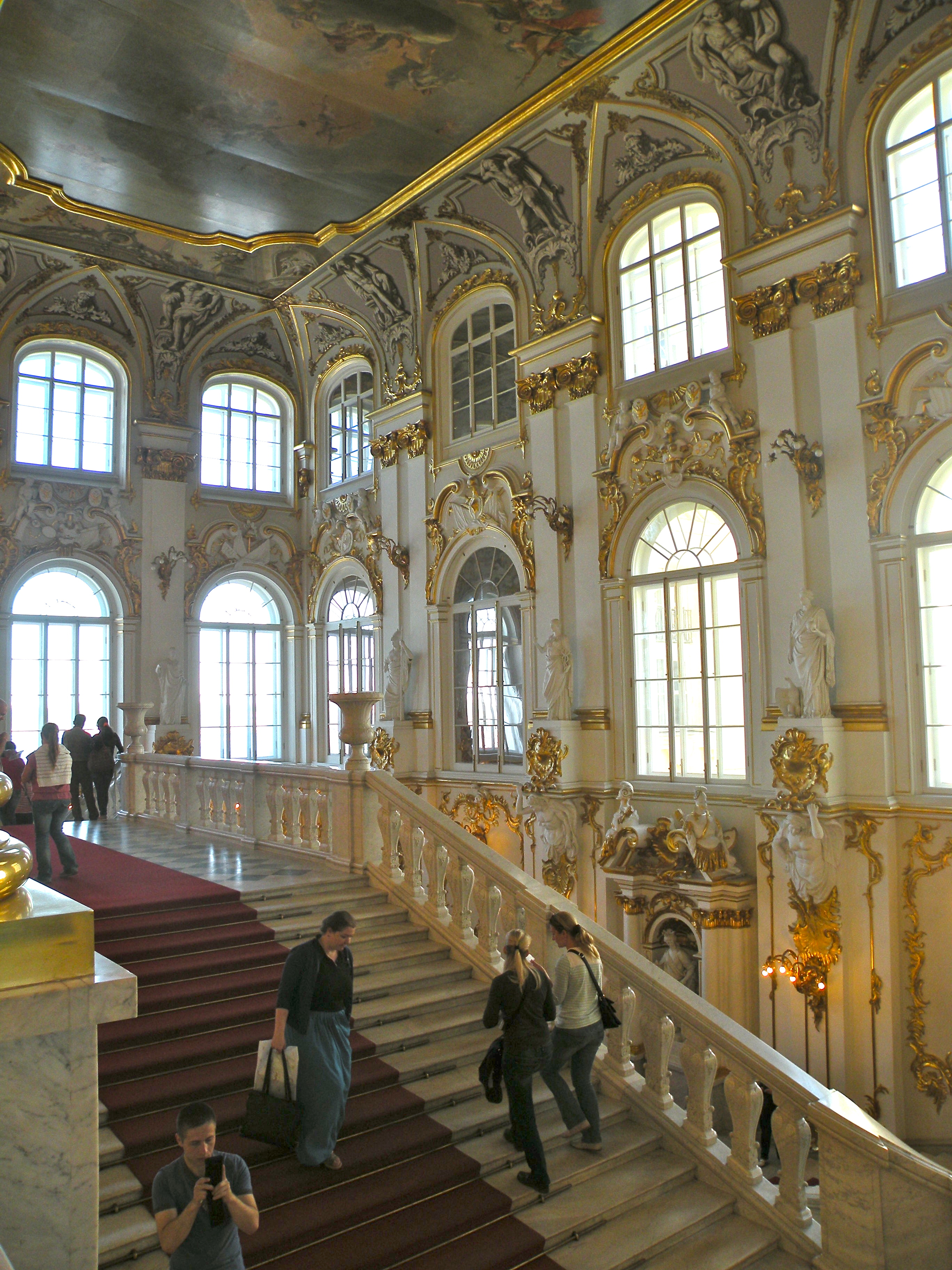
Иорданская лестница Зимнего дворца в Санкт-Петербурге. 1758—1761
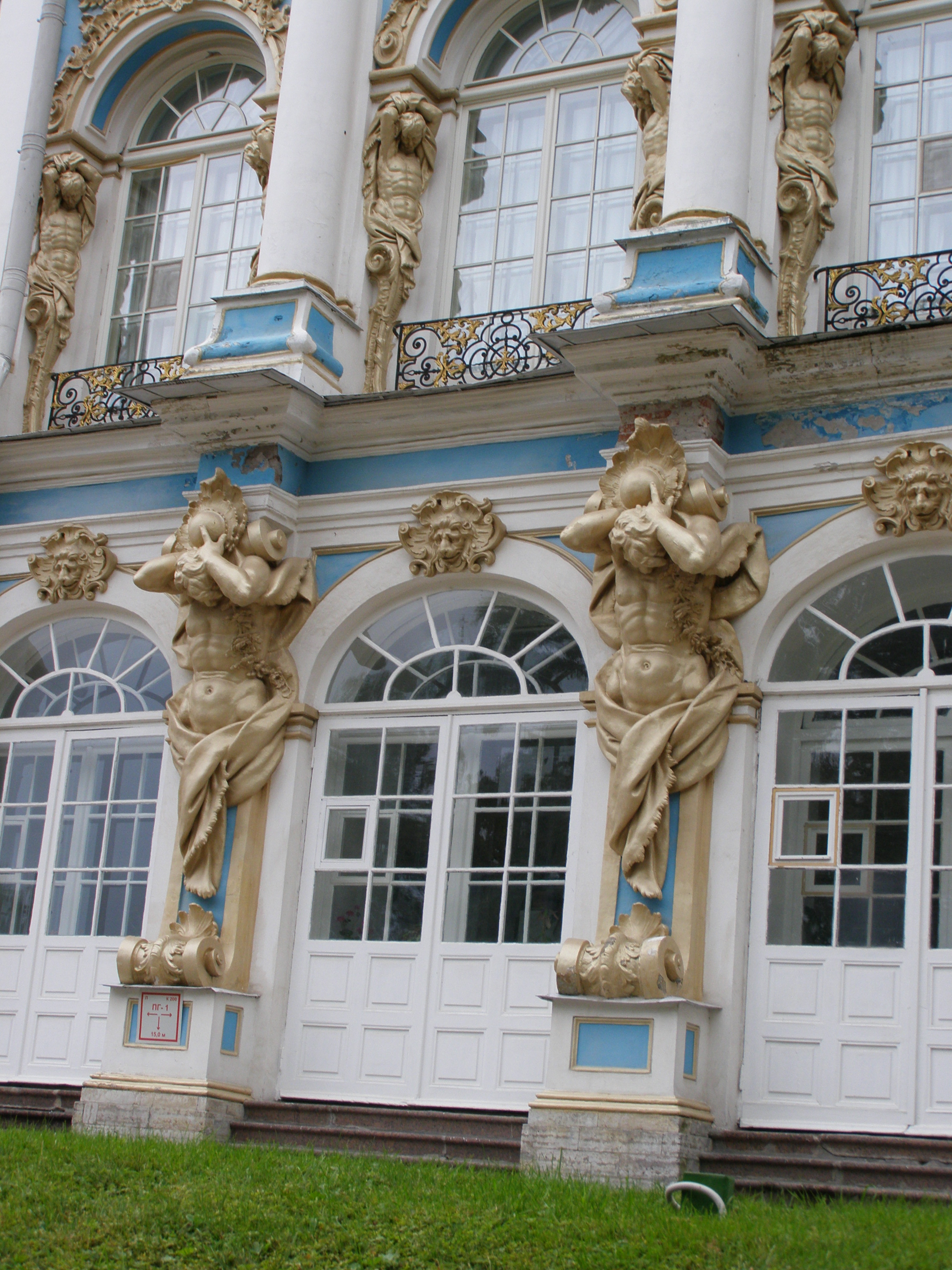
Большой дворец в Царском Селе. 1752—1756. Деталь восточного фасада
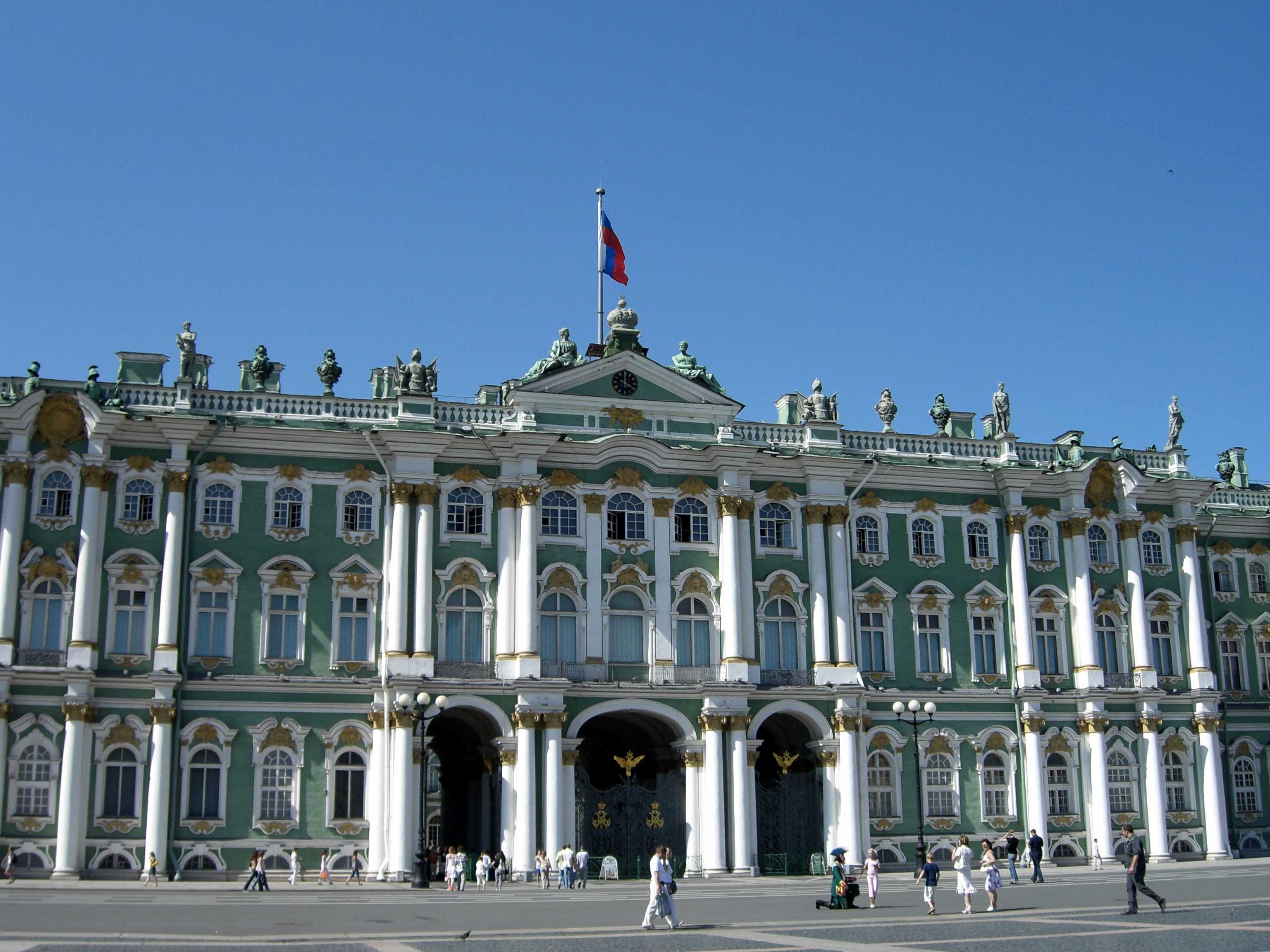
Центральный ризалит южного фасада Зимнего дворца в Санкт-Петербурге. 1754—1762
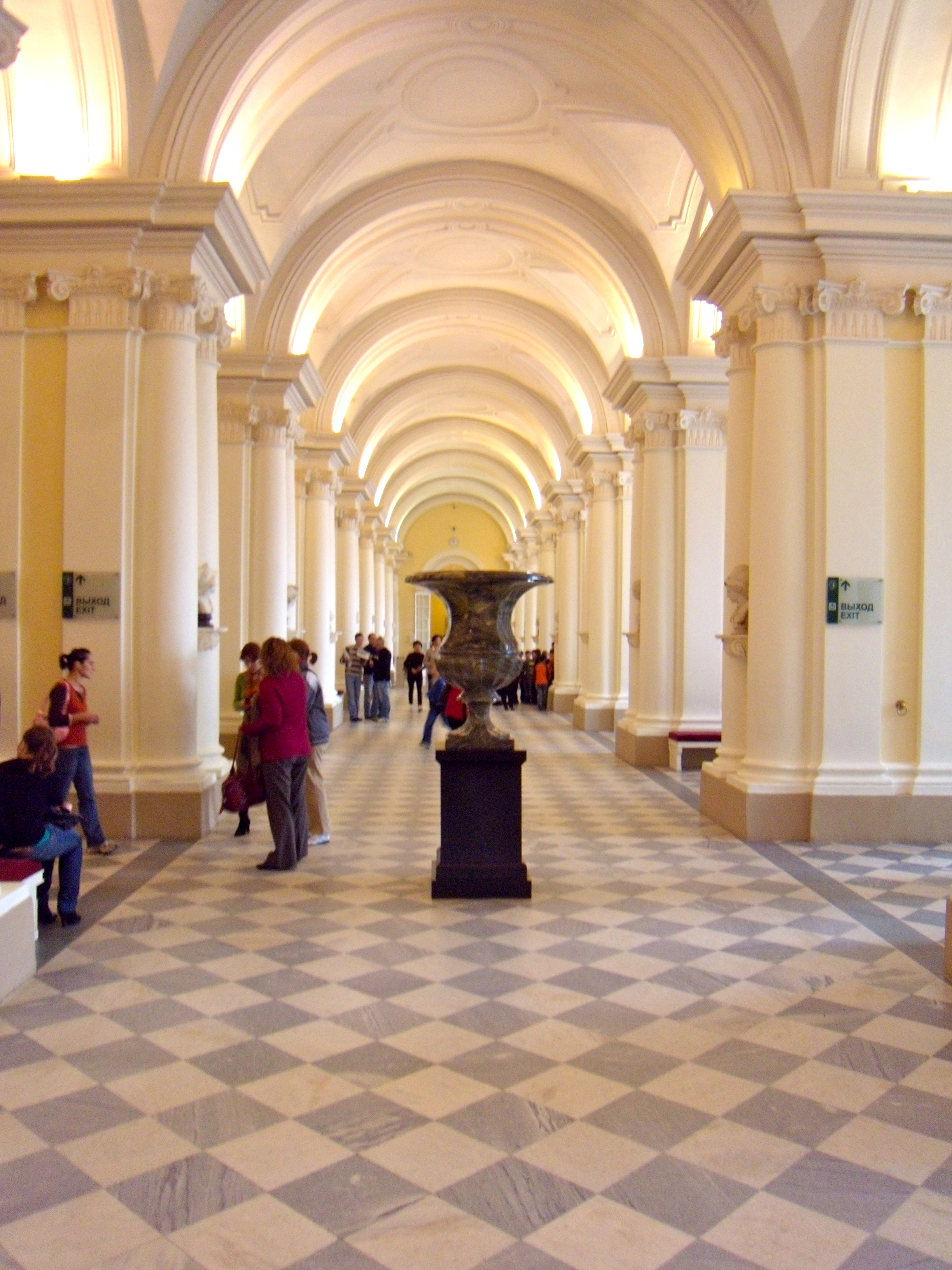
Растреллиевская галерея первого этажа Зимнего дворца
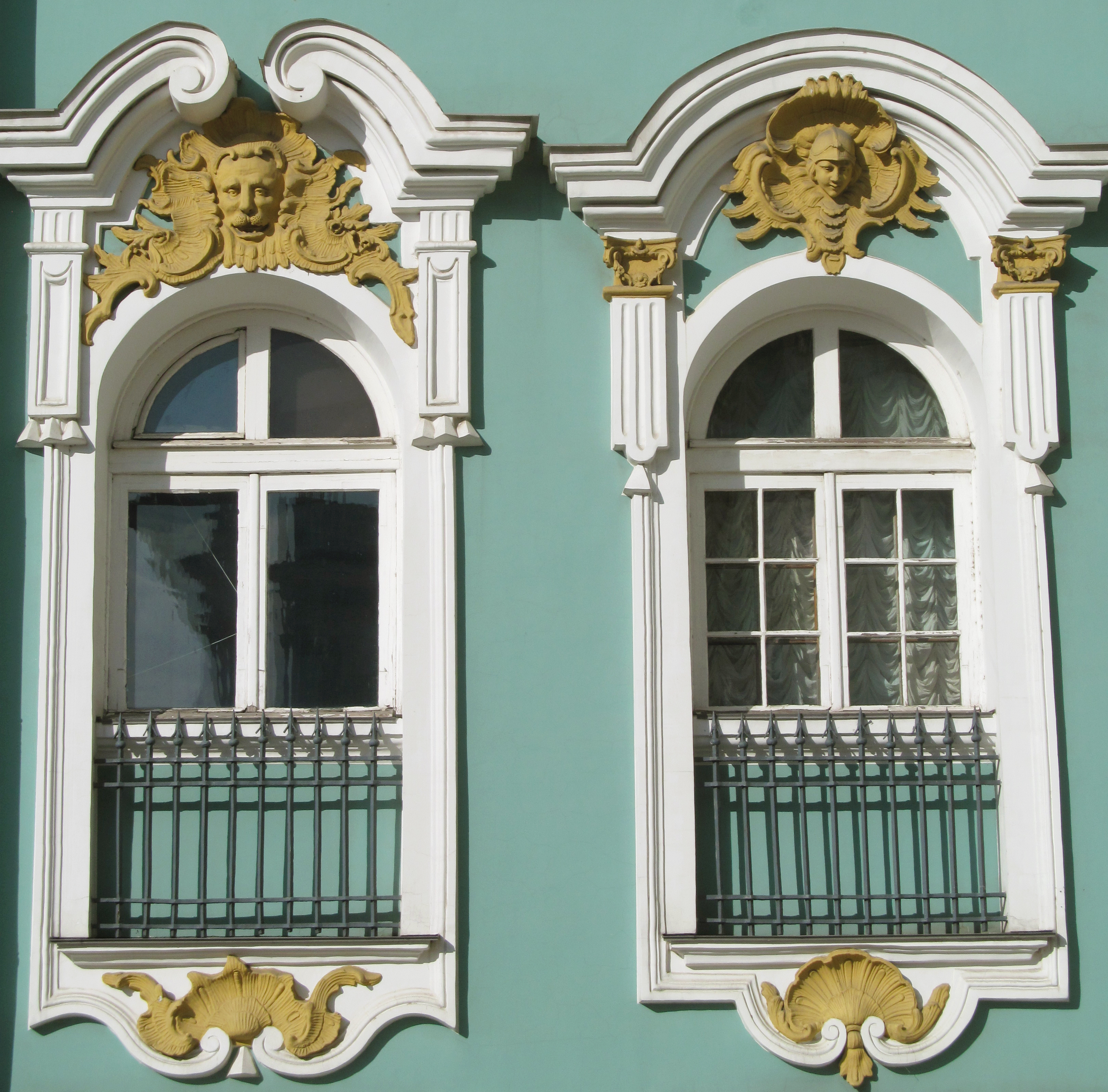
Наличники окон западного фасада
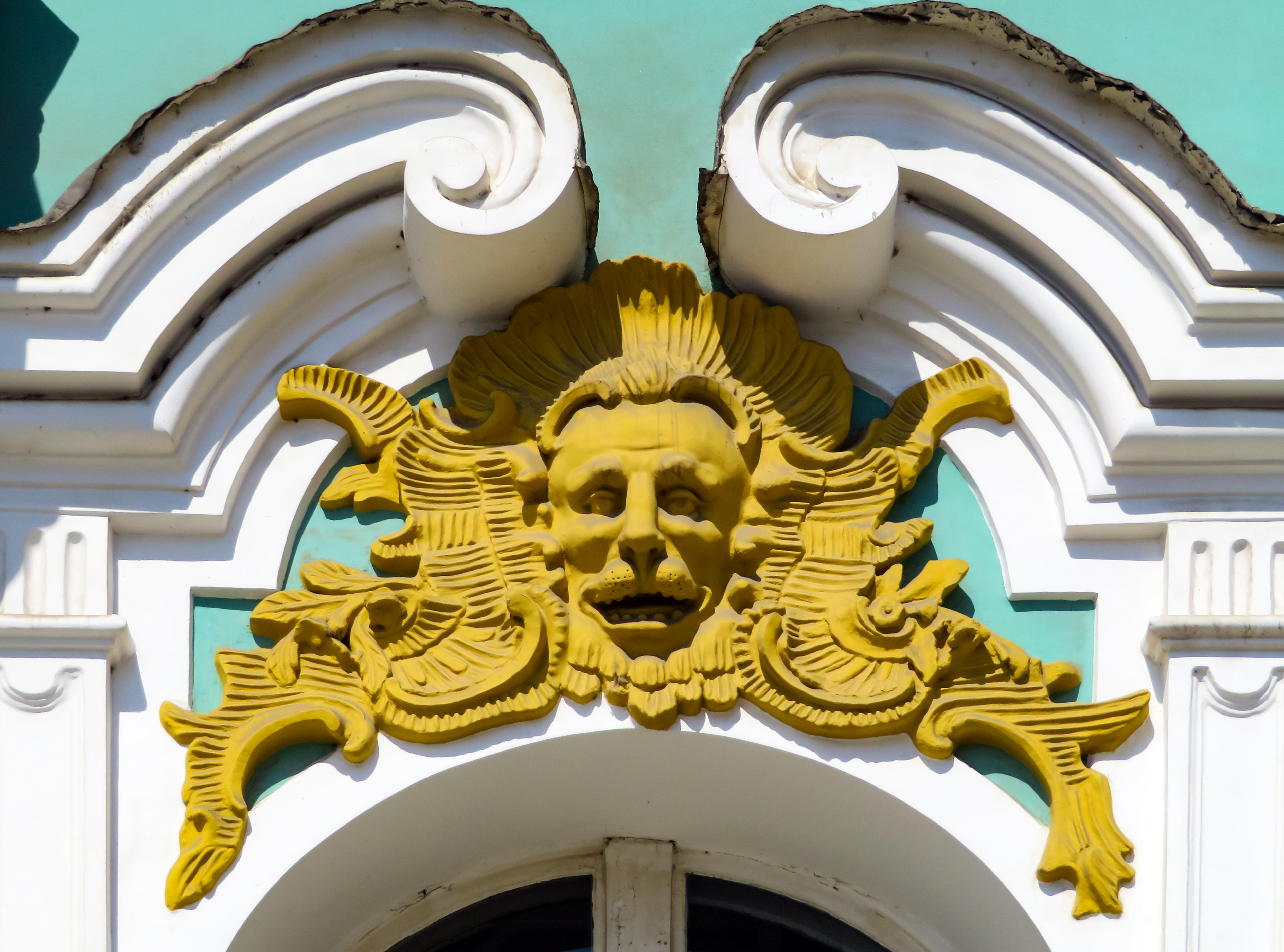
Картуш западного фасада Зимнего дворца
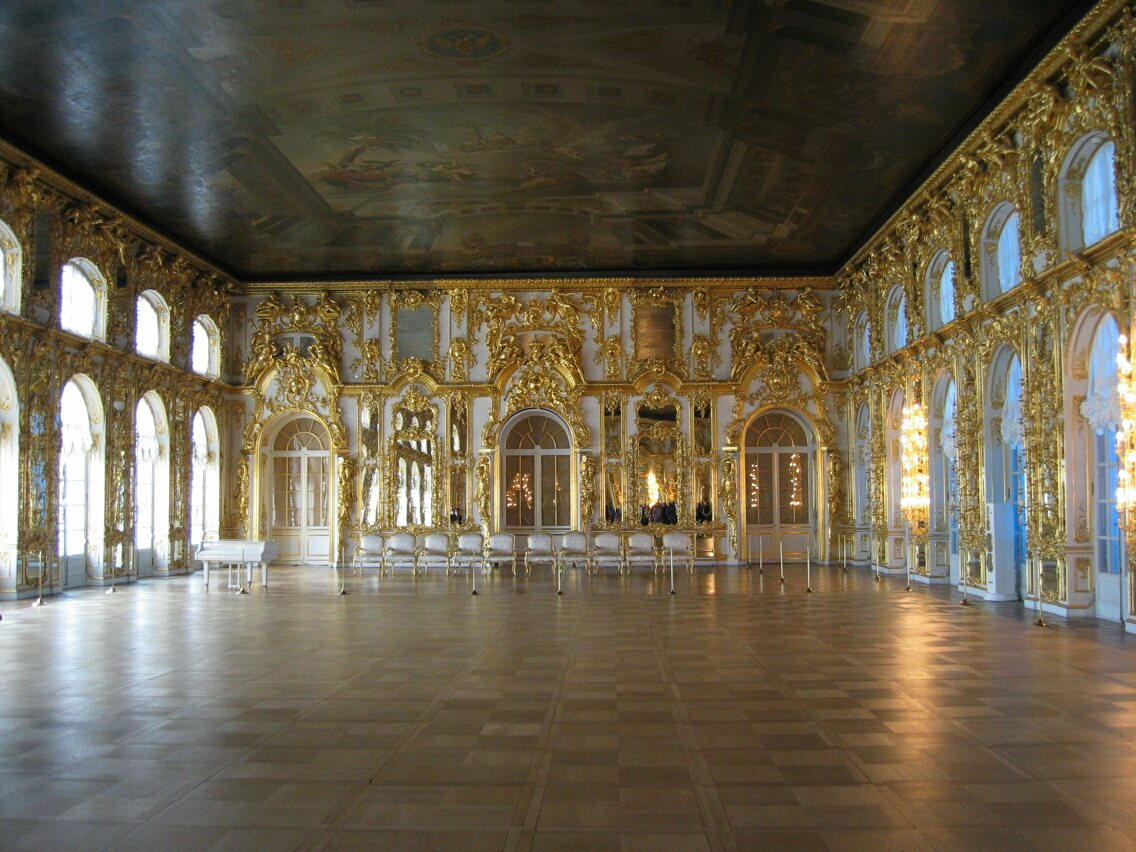
Большой дворец в Царском Селе. Большой зал
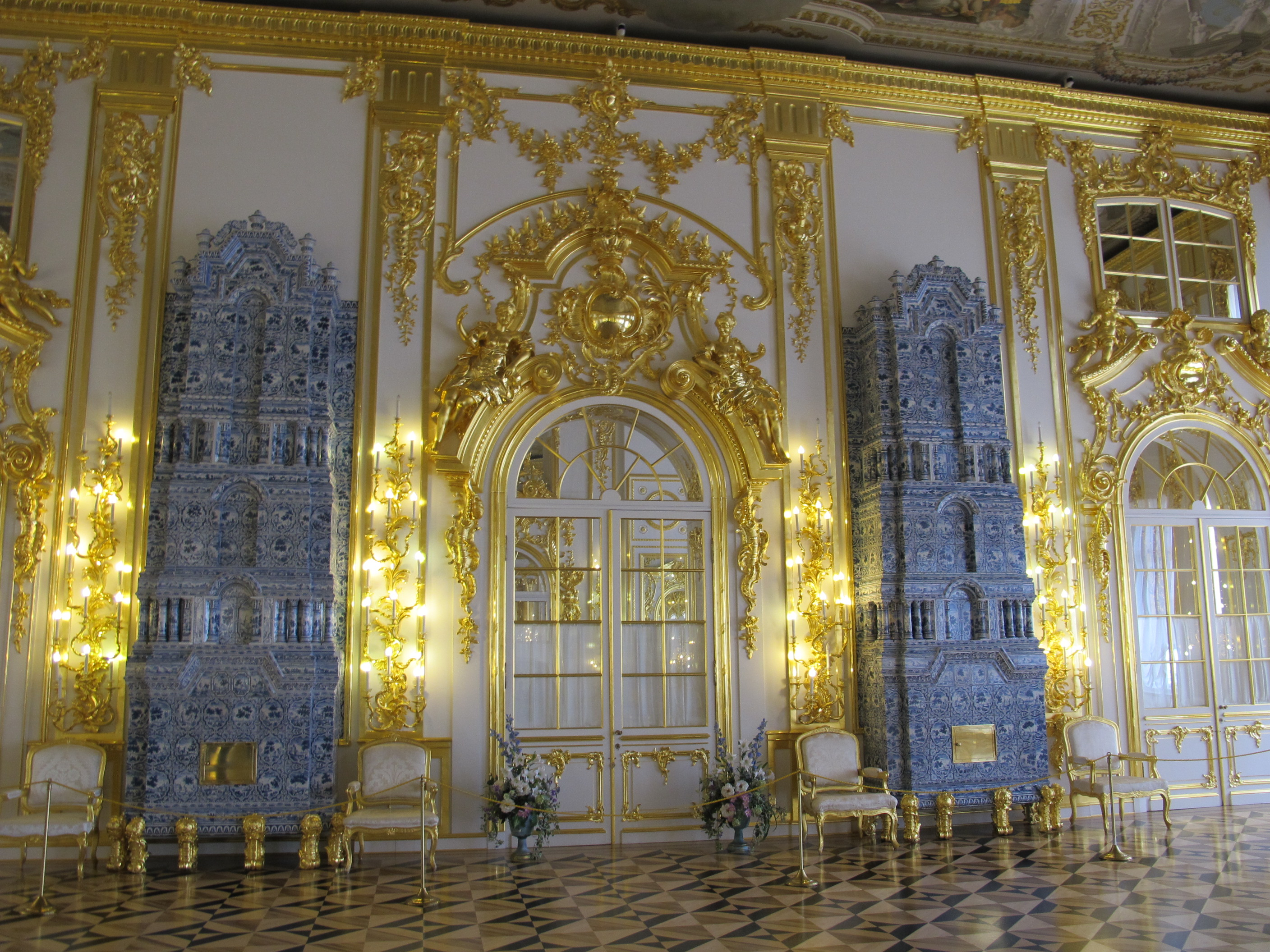
Большой дворец в Царском Селе. Первая антикамера. Интерьер с растреллиевскими печами. Воссоздание 1961—1967 гг.

Архитектор акцентирует выступы ризалитов и композиционные оси здания сдвоенными колоннами, в отдельных случаях со сдвигом колонн первого и второго этажей. В плане сдвоенные колонны расположены диагонально относительно плоскости фасада (угол остается открытым), что создает выразительную игру светотени при любой погоде и с любой точки зрения. Всего, с учетом раскреповок и выступов, в здании Зимнего дворца насчитывается 29 углов! Сложный синкопированный ритм вертикальных членений Растрелли развил разнообразием обработки оконных проемов трёх модулей: малой, средней и большой ширины. Оконные проемы 12 типов имеют 22 типа слегка различающихся обрамлений, дополненных 32 типами скульптурного декора, среди которых пять разновидностей капителей и четыре вида картушей.
Все приёмы Растрелли двойственны. Собранные в пучок колонны или пилястры на углах здания принадлежат разным пространственным планам, одновременно фону и выступающему ризалиту. Такой же сдвиг имеют раскрепованные тяги и карнизы. Композиционные методы Растрелли неоднородны: общая композиция классицистична, «скульптурность» фасадов барочна, вариационность расположения элементов «моторного типа» и отдельные мотивы декора заимствованы из искусства рококо. Именно таким образом, мастер соблюдает основной полифонический принцип искусства барокко: напряжённое чередование акцентов и пауз.
В интерьерах Растрелли использовал классический ордер, но намеренно совмещал противоположные способы формообразования: тектонический и живописный, благодаря чему возникала картина непрерывной трансформации, зрительного движения. На глубокие перспективы анфилад, выстроенные согласно классическим ордерам, как например в «Растреллиевской галерее» первого этажа дворца, он как бы нанизывал рокайльный декор, причем постоянно чередовал, менял местами обрамляющие и заполняющие элементы. Этим создавалось двойственное, неопределенное впечатление. Примечателен характер отдельных декоративных элементов: огромные «перистые рокайли» и типично растреллиевские картуши, иногда соединенные с львиными маскаронами. Своеобразны сочетания в одном декоре форм раковины, картуша, маскарона и рокайльных завитков.
Ещё одна характерная особенность: если в экстерьере дворцовых зданий доминирует принцип классицизма (симметрия фасадов, горизонтальные членения), скульптурная обработка фасадов и раскреповки антаблементов свидетельствуют о барочности, то в декоре интерьеров, чаще всего «бушует» орнаментика рококо. В середине XVIII столетия по требованию императрицы Елизаветы Петровны архитектор Растрелли устраивал во дворцах «башенные» изразцовые печи по западно-европейскому образцу, но к тому времени подобные печи уже называли «русскими». Растрелли рисовал их сам в своём уникальном барочно-рокайльном стиле — с колонками, профильными карнизами и фронтонами. В столице, однако, растреллиевские печи именовали гамбургскими, поскольку их складывали немецкие мастера. В русской провинции — в Костроме, Калуге, Угличе — такие же печи не были связаны с творчеством самого Растрелли, но назывались уже не гамбургскими, а растреллиевскими. В середине XIX века многие дворцовые печи, например в Зимнем дворце в Санкт-Петербурге, разбирали и заменяли по новой моде каминами. В залах большого Петергофского и Царскосельского дворцов растреллиевские печи восстановлены реставраторами.
Индивидуальный художественный стиль Растрелли можно определить и другим, парадоксальным термином: монументальное рококо. Итальянский мастер сумел придать формам французских рокайлей подлинную монументальность и привнести в рококо конструктивное начало, что само по себе кажется маловероятным. «Вернее было бы сказать, — писал о Растрелли архитектор В. И. Локтев, — что рококо как архитектурный стиль создал Растрелли… Его произведения доказывают, что рококо может быть монументальным, крупномасштабным, пластичным и массивным. Динамичность же, которую находят в обоих стилях (барокко и рококо), не одна и та же. Динамика барокко — в резких контрастах, рококо — в вариационности и моторности… Растрелли создатель стиля и правильнее по нему мерить других».

## Школа Растрелли
Растрелли создал в истории русской архитектуры не только уникальный стиль, но и целую школу. Под его непосредственным влиянием в Санкт-Петербурге и Москве при Елизавете Петровне трудилась плеяда отечественных зодчих — крепостной архитектор Ф. С. Аргунов, С. И. Чевакинский, А. В. Квасов, П. А. Трезини.
В архитектурных проектах Растрелли принимали участие многие итальянские живописцы, в основном венецианской школы: Дж. Валериани, Пьетро и Франческо Градицци, К. Дзукки, А. Карбони, Антонио Перезинотти, Франческо Фонтебассо. Они выполняли монументально-декоративные росписи: расписывали плафоны, десюдепорты, являющиеся важной частью архитектуры елизаветинского барокко. Скульптурные и «резные» работы выполняли французские, австрийские и немецкие мастера: Николя-Франсуа Жилле, Иоганн Франц Дункер, Луи Роллан.
Ближайшим помощником Растрелли, в частности по работам в Царском Селе, был С. И. Чевакинский, ученик архитектора аннинского периода И. К. Коробова (первого петровского «пенсионера» в Голландии). Шедевром С. И. Чевакинского является здание Никольского морского собора в Петербурге (1753—1762). Отдельно стоящая колокольня Никольского собора (1756—1757) — одно из красивейших сооружений классического Петербурга. Ярусная композиция колокольни относит её к истинно русским творениям, так же, как и цветность. Напряжённый ритм сдвоенных колонн, повтор уменьшающихся снизу вверх деталей, сочетание купола и шпиля —выразительные средства искусства барокко.

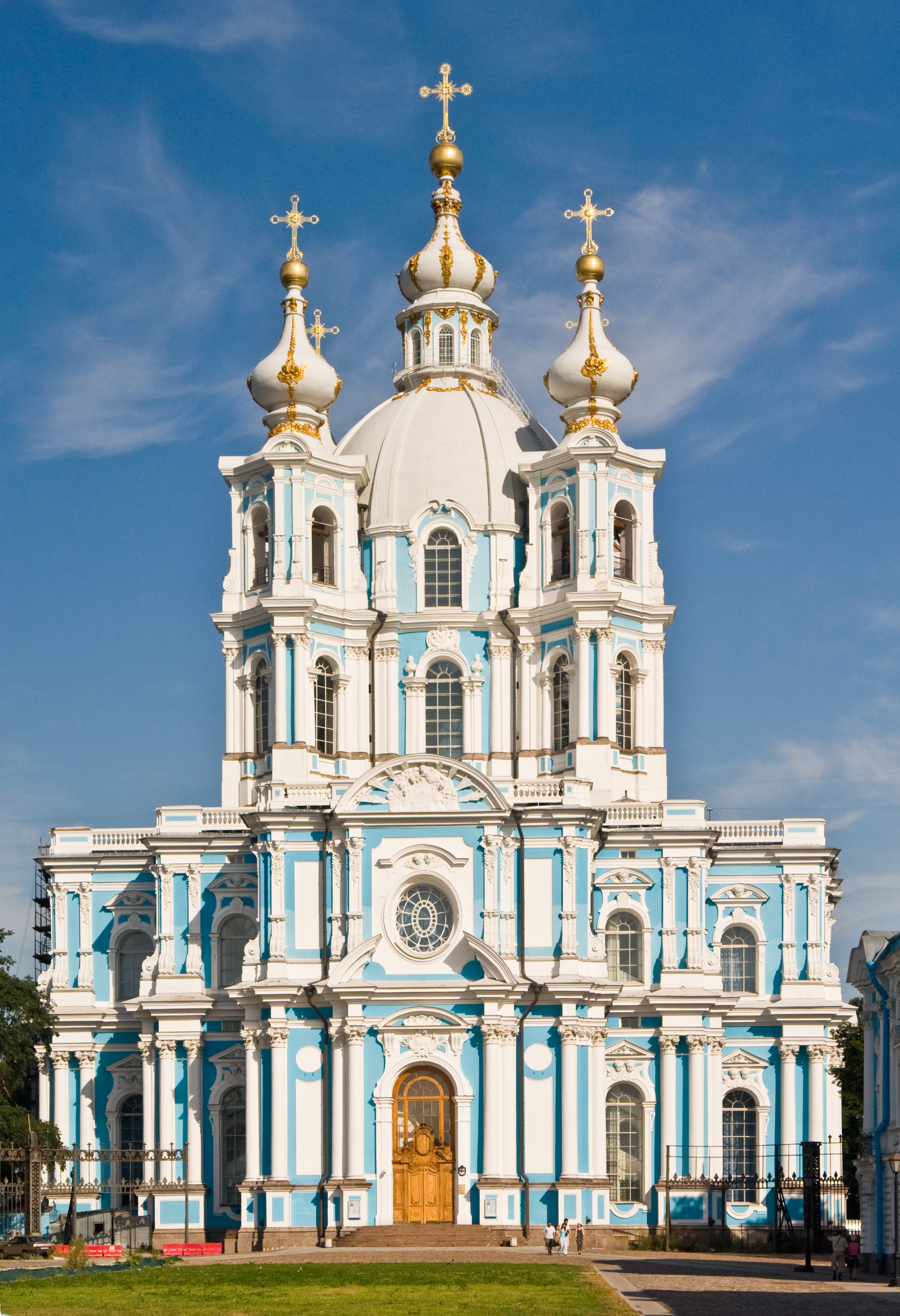
Воскресенский Смольный собор. 1748—1835. Проект Б. Ф. Растрелли
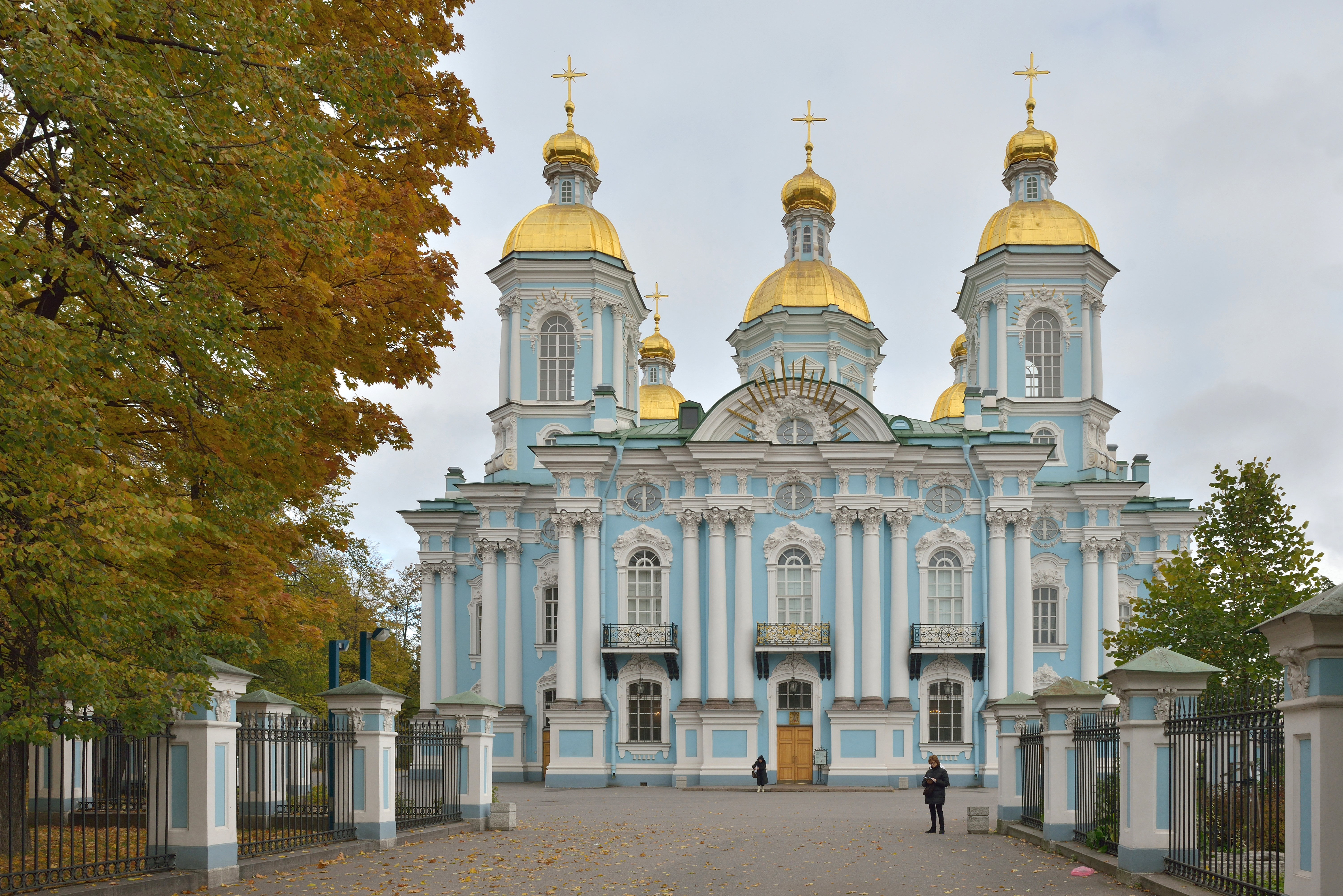
Никольский морской собор. Западный фасад. 1753—1762. Архитектор С. И. Чевакинский
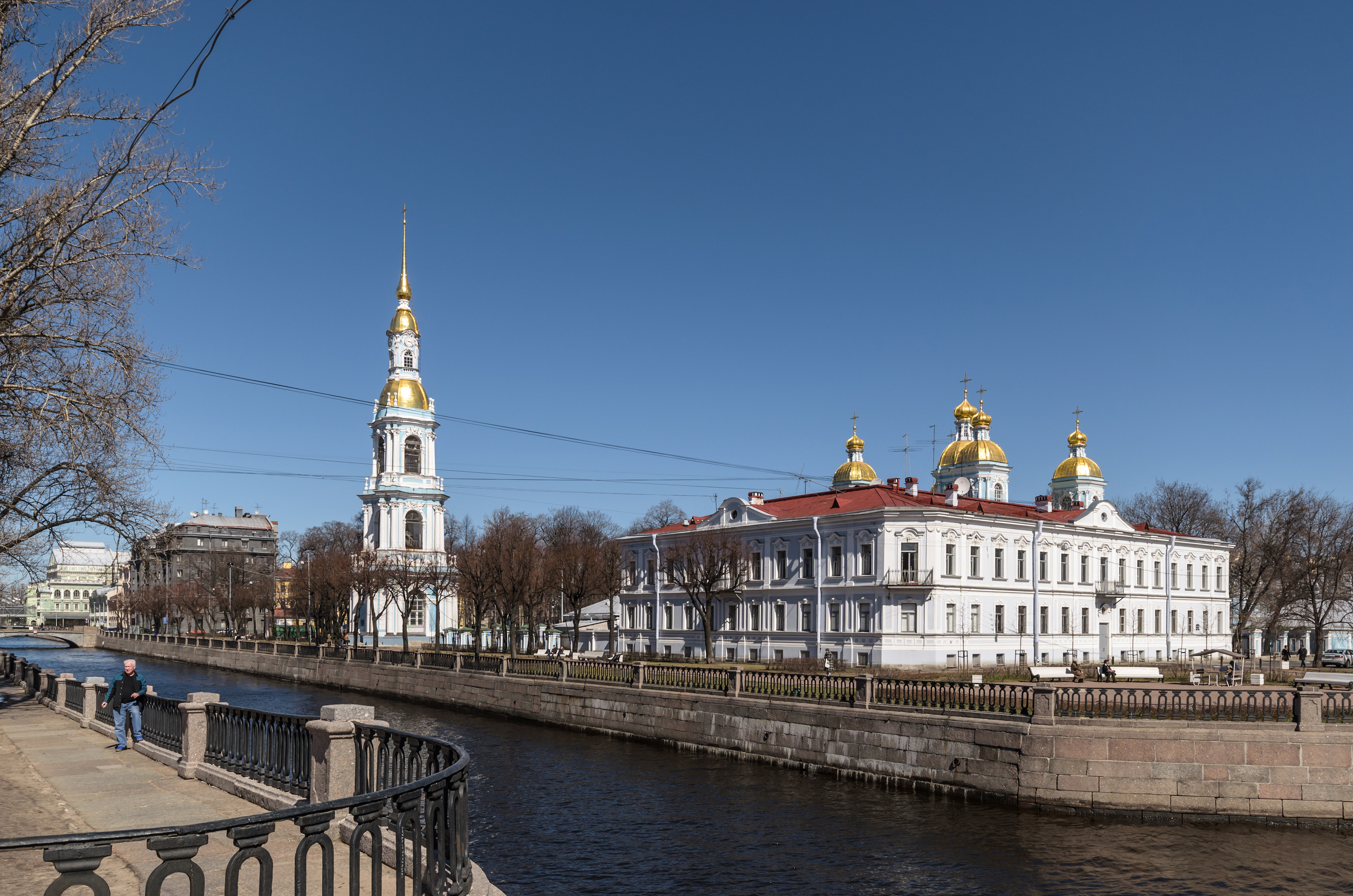
Kолокольня Никольского собора. 1756—1757
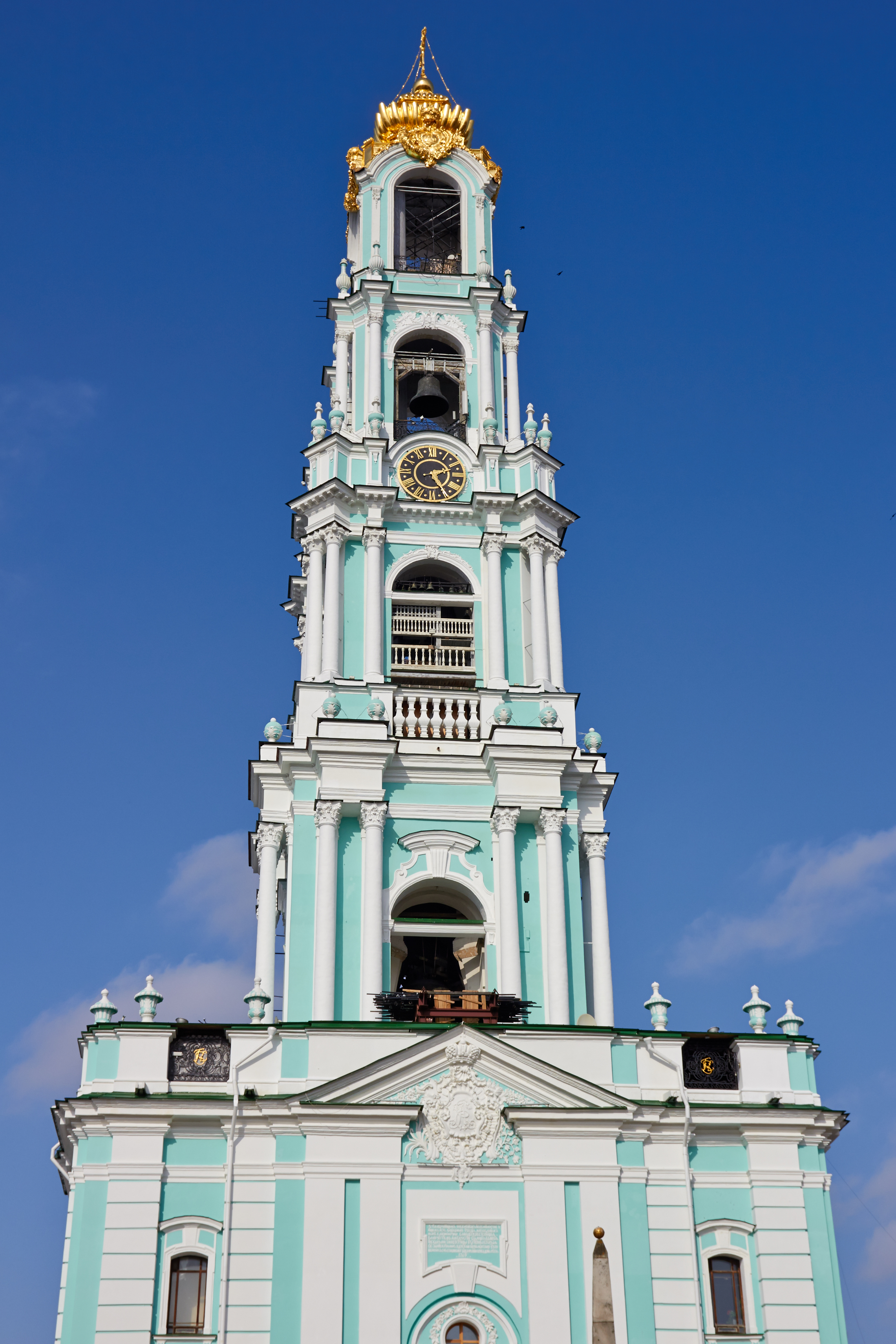
Колокольня Троице-Сергиевой лавры. 1740—1753. Архитекторы И. Я. Шумахер, И. Ф.Мичурин, Д. В. Ухтомский
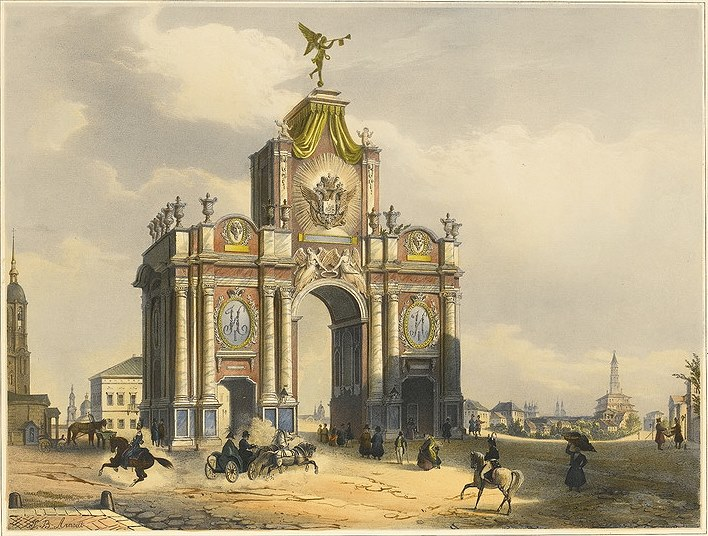
Красные ворота в Москве после перестройки Д. В. Ухтомским в 1753—1757 гг. Раскрашенная литография Ж.-Б. Арну. Ок. 1815 г.
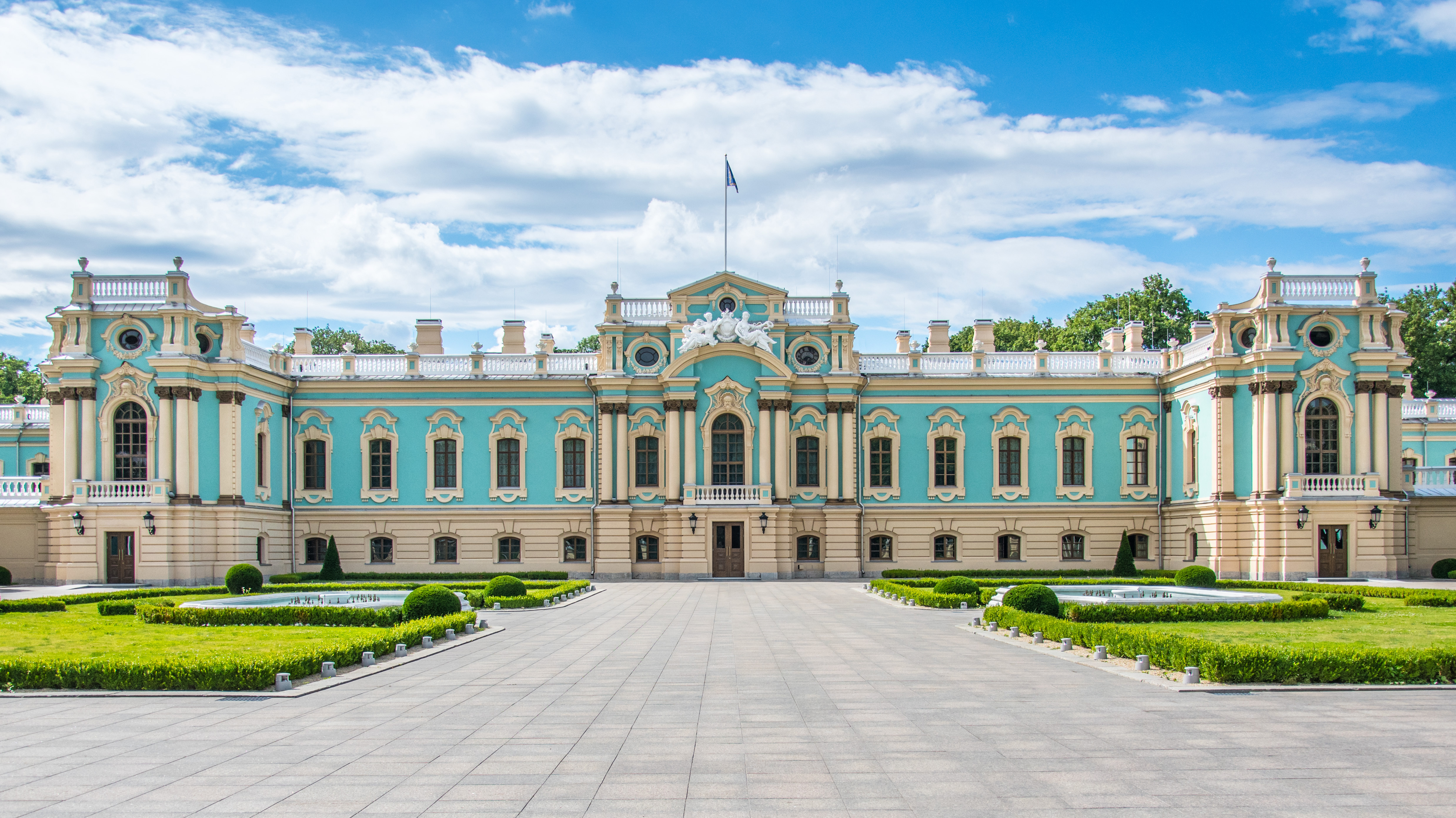
Мариинский дворец в Киеве. 1744—1752. Воссоздание 1868—1870 гг.

Своеобразно преломились барочно-маньеристичные тенденции в московской архитектурной школе. И. Ф. Мичурин с 1718 года работал помощником Н. Микетти на работах в Стрельне. В 1723—1729 годах в качестве петровского пенсионера обучался архитектуре и инженерному делу в Голландии. Затем работал в Петербурге, с 1731 года в Москве вместе с И. Т. Мордвиновым, также обучавшимся в Голландии. После кончины Мордвинова в 1734 году Мичурин возглавил «Архитектурную контору Москвы». С 1747 года трудился в Киеве, где возводил Андреевскую церковь по рисунку Растрелли (этот факт оспаривается некоторыми исследователями, но влияние Растрелли несомненно).
В творчестве Д. В. Ухтомского особенно заметны национальные основы композитного метода, разработанного Растрелли. Ухтомский — потомок древнего княжеского рода, ученик И. Ф. Мичурина, работал под руководством И. К. Коробова. Ярусная колокольня Троице-Сергиевой Лавры, над возведением которой трудились в 1740—1753 годах И. Я. Шумахер, И. Ф. Мичурин и Д. В. Ухтомский, является выдающимся памятником архитектуры елизаветинского барокко. Именно Ухтомский завершал строительство, придал колокольне ярусный характер, свойственный древнерусским прототипам, и яркую трёхцветную окраску: зелёно-голубой с белым и золотом. Ухтомский — автор воссоздания Красных ворот петровского времени в Москве, возведённых в 1753—1757 годах по случаю торжественного въезда в Москву императрицы Елизаветы Петровны (восстановлены после пожара 1812 г., снесены в 1934 г.). С 1745 года Ухтомский ведал строительством всей Москвы, В 1748 и 1752 годах разрабатывал планы застройки городских территорий, уничтоженных пожарами — первые генпланы Москвы. Руководил перестройкой и реставрацией Кремля. В 1749 году основал Дворцовую архитектурную школу, из которой впоследствии вышли многие архитекторы русского классицизма: М. Ф. Казаков, И. Е. Старов, А. Ф. Кокоринов. В школе, которая с 1751 года располагалась в Охотном ряду в Москве, осуществлялось проектирование по увражам и западноевропейским гравюрам. Имелась обширная библиотека и зал для хранения макетов зданий. Многие ученики не выезжали за границу, и обучались по имеющимся в школе материалам.
Характерными памятниками «русского барокко» середины XVIII века являются павильоны, загородные и городские дворцы, построенные архитекторами «школы Растрелли»: павильоны Грот, Эрмитаж, Монбижу в Царском Селе (С. И. Чевакинский), «Фонтанный дом» Шереметевых в Санкт-Петербурге (Ф. С. Аргунов), Дом Апраксиных — Трубецких на Покровке в Москве, усадьба Шереметевых Кусково под Москвой (Ф. С. Аргунов, К. И. Бланк).

## Историко-региональный стиль украинского барокко
Особую историко-региональную разновидность барочно-рокайльного стиля представляет собой так называемое украинское барокко. Оно характерно сочетанием композиционных решений западноевропейского барокко и маньеризма с переработкой наследия православного храмового зодчества, древнерусской архитектуры и украинской народной орнаментики. После Люблинской унии Польши и Литвы в 1569 году и образования единого польско-литовского государства Речи Посполитой на территории Западной Украины работали многие западноевропейские мастера.
После кончины Петра Великого в 1725 году многие мастера оказались невостребованными и уезжали в уездные и провинциальные города. Так в 1731 году в Киев из Санкт-Петербурга прибыл немецкий зодчий Иоганн Готфрид Шедель. Он возглавил работы в Киево-Печерской лавре, по перестройке зданий Софийского монастыря, здания Духовной Академии на Подоле (1732—1740), галереи на Ближних и Дальних пещерах, перестраивал дом митрополита, руководил возведением новой колокольни Киево-Печерской лавры. Вместе с ним на строительстве колокольни работали другие архитекторы из Петербурга и Москвы: И. Я. Бланк, М. Г. Земцов, И. К. Коробов, И. Ф. Мичурин, Й. Я. Шумахер.
Отдельное место в архитектуре Украины занимает Мариинский дворец в Киеве. Он выстроен по указу императрицы Елизаветы Петровны в качестве путевого императорского дворца. Проект разработал Растрелли, строительство осуществлял в 1750—1752 годах. И. Ф. Мичурин. Дворец горел в 1812 и 1819 годах. Восстановлен по указу императора Александра II в 1868—1870 годах по растреллиевскому проекту. Назван Мариинским (по одной из версий) в честь супруги императора Марии Александровны.
В украинском варианте барочный компонент незначителен. В архитектуре сохранялась замкнутость объемов и зрительная незыблемость стен, плоскости которых заполнялись мелким пёстрым растительным орнаментом, свойственным украинскому народному творчеству. Не случайно немец Шедель (к концу жизни превратившийся в заправского киевского помещика) руководил лишь общим строительством, а декоративную лепку и росписи выполняли украинские мастера.
Характерная черта архитектуры украинского барокко: яркий цветной фон стен, чаще синий или голубой, и сплошной ковёр мелкого орнамента, состоящего из стилизованных завитков и натуралистически трактованных растений. Орнаментальный, поверхностно-маньеристичный принцип заметен и в использовании ордерных элементов: пилястры, колонки, фронтоны вместе с орнаментом вплетаются в общее кружево, как бы наложенное на плоскость стены. Несомненным является влияние украинского народного творчества, в частности, через орнаментацию печатных книг типографии Киево-Печерской лавры, основанной в 1616 году.
Известно и критическое, даже слегка ироничное, отношение знатоков русской архитектуры к украинскому барокко. Так И. Э. Грабарь отмечал «кустарно-пряничный характер» украинской архитектуры. Г. К. Лукомский именно в отношении украинского барокко сформулировал свой знаменитый афоризм, о том, что такое зодчество состоит «не в постройке украшения, а в украшении постройки», называя подобные здания «резными рамами» и «расписными пряниками».
С воцарением в 1762 году Екатерины II и изменением вкусов великий зодчий Растрелли уехал в Италию, а затем по возвращении в 1763 году подал в отставку. С уходом Растрелли из российской архитектурной жизни исчезла композиционная сложность зданий, многообразие ритмической и декоративной организации фасадов.

## Елизаветинский стиль в живописи
Именно в елизаветинский период в Москве была основана Императорская Академия художеств. Придворным художником императрицы был французский живописец Луи Каравак, с 1716 года работавший в России. «Портрет царевны Елизаветы Петровны в детстве» его работы (в двух вариантах, 1716—1717), а также «Портрет царевен Анны Петровны и Елизаветы Петровны» (1717), хотя и датируются петровской эпохой, хорошо иллюстрируют эстетику рококо, начинавшую распространяться при российском дворе. В 1740-е годы немецкий живописец, «гофмалер» и придворный портретист Елизаветы Петровны Георг Кристоф Гроот создал реплику картины Каравака — «Портрет императрицы Елизаветы Петровны в образе Флоры» (1748—1749), продолжив тем самым «интимную линию» камерного портрета с явным эротическим оттенком.
Ему же принадлежит знаменитый конный портрет императрицы Елизаветы Петровны с арапчонком, также отличающийся несколько «кукольной» рокайльной эстетикой. Не случайно по этому портрету знаменитый скульптор-модельер фарфоровой мануфактуры в Майсене И. И. Кендлер создал свой вариант в мелкой фарфоровой пластике.
Младший брат Гроота Старшего — Иоганн Фридрих Гроот был живописцем-анималистом. Императрица Елизавета, увлекавшаяся охотой, любила также изображения охотничьих сцен, диких зверей и домашних животных. Гроот, писавший подобные сюжеты, пользовался её расположением и по монаршим заказам написал множество картин в этом жанре. Каждое новое произведение его кисти служило поводом к посещению его мастерской целым двором.
Первым преподавателем Академии художеств, переведённой в Санкт-Петербург, был итальянец Пьетро Ротари. В 1756—1757 годах он руководил собственной художественной школой, которая и переросла в «шуваловскую» Академию художеств. Портреты работы Ротари вошли в моду благодаря лёгкой и комплиментарной манере письма. Итальянский живописец «разработал тип камерного женского портрета в идиллически-сентиментальном стиле, близком французскому рококо, варьируя до бесконечности образ нескольких натурщиц в разных костюмах, поворотах головы и с различными атрибутами, чем предвосхищал также сентиментализм эпохи Просвещения». Художник оказался большим знатоком национальных костюмов (возможно, с помощью ориенталиста Ж.-Э. Лиотара); среди портретов есть модели в польских, венгерских, турецких, русских и других одеяниях.
Многие портреты Ротари привёз с собой в Россию, они оказали заметное влияние на творчество русских живописцев. Вначале двадцать два портрета находились в Китайском дворце в Ораниенбауме. По замыслу молодой Екатерины (в то время Великой княгини) во дворце был устроен «Кабинет Ротари». После смерти Ротари в 1762 году императрица Екатерина II за 14 000 рублей выкупила у вдовы художника все полотна, что оставались в его мастерской. Всего набралось около шестисот портретов. Екатерина II решила украсить «головками девушек» Ротари один из залов Большого дворца в Петергофе. В 1764 году по проекту архитектора Ж. Б. Валлен-Деламота была закончена «шпалерная» (сплошная) развеска картин в зале, получившего название «Кабинет мод и граций».
Оригинальный стиль, хотя и несколько архаичный, демонстрировал живописец-портретист, представитель камерного светского портрета Иван Яковлевич Вишняков, русский ученик Луи Каравака. В своём исследовании творчества художника Т. В. Ильина, подчёркивая преемственность живописной манеры Вишнякова от Каравака и стиля французского рококо, при всей самобытности его творчества, соотносит работы Вишнякова также с творчеством Антуана Ватто и эстетикой французского стиля Регентства. У Ротари было множество русских учеников, среди них выдающиеся мастера следующей эпохи екатерининского классицизма: Ф. С. Рокотов и А. П. Антропов.

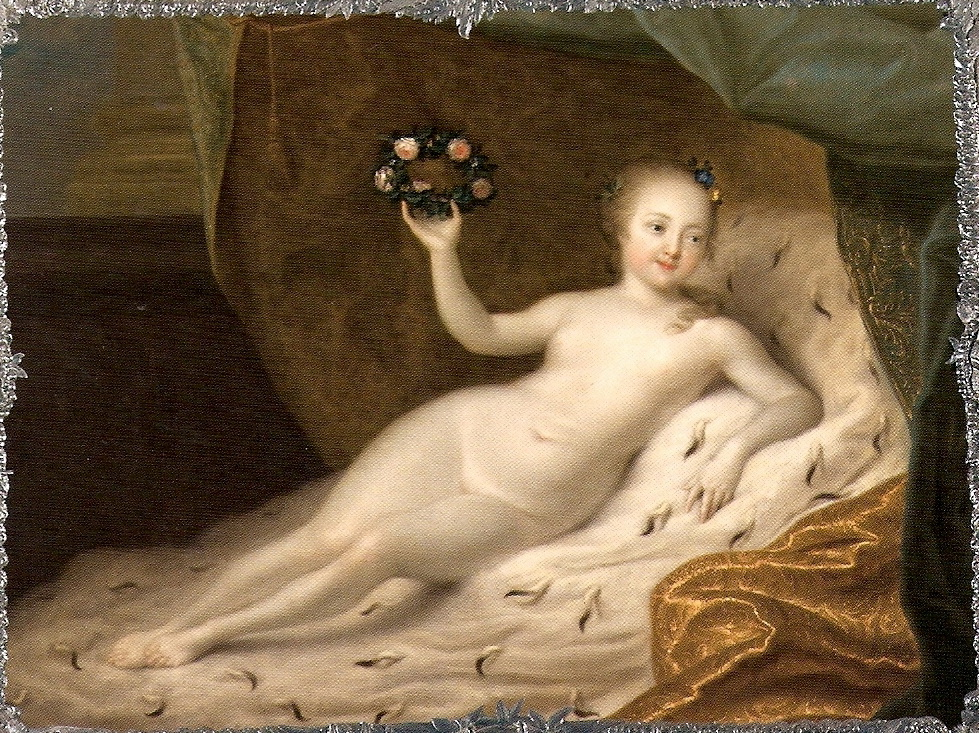
Г. К. Гроот. Портрет императрицы Елизаветы Петровны в образе Флоры. 1748—1749. Медь, масло. Дворец-музей «Царское село»
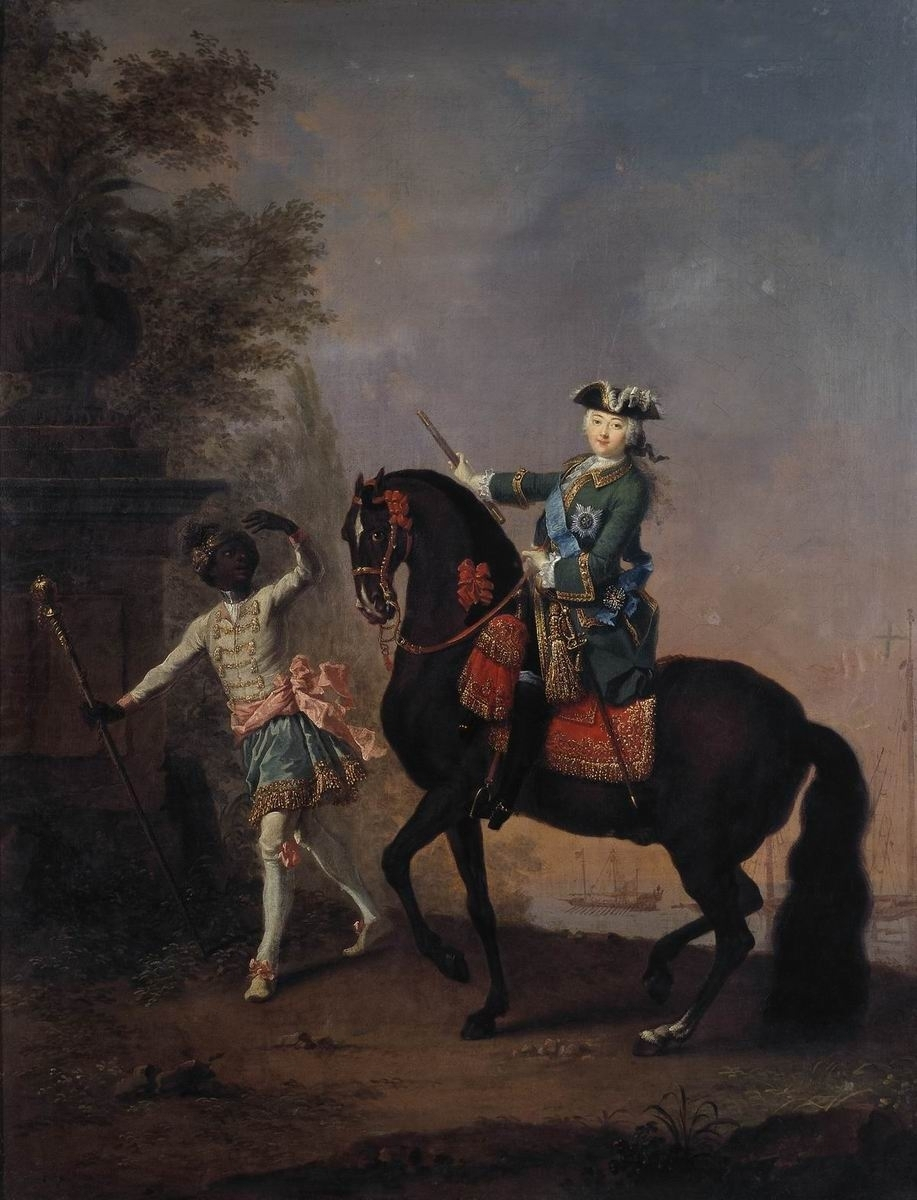
Г. К. Гроот. Императрица Елизавета Петровна с арапчонком. 1743. Холст, масло. Третьяковская галерея, Москва
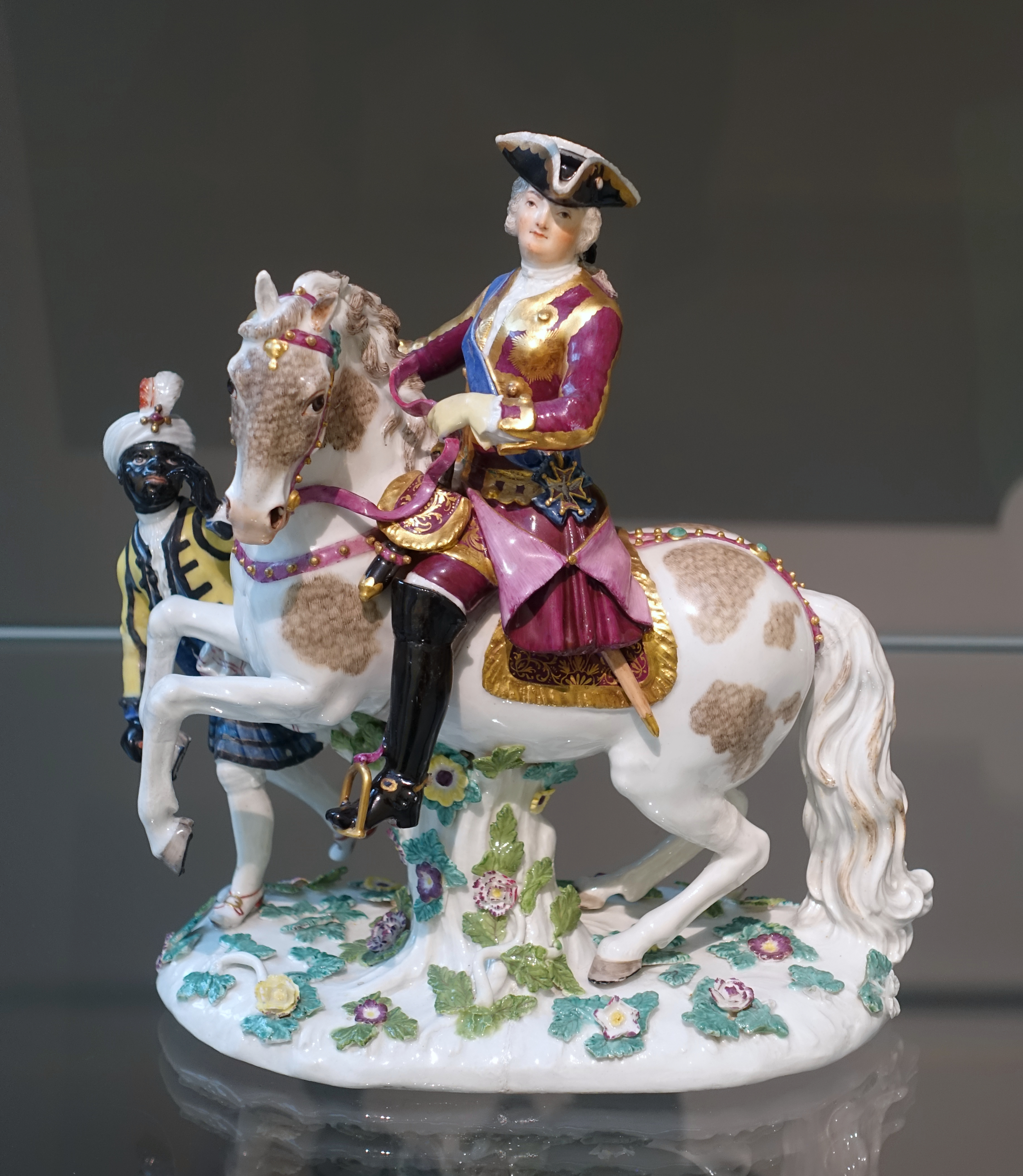
Императрица Елизавета Петровна с арапчонком. 1742—1750. Фарфор, роспись. Модель И. И. Кендлера. Майсенская фарфоровая мануфактура
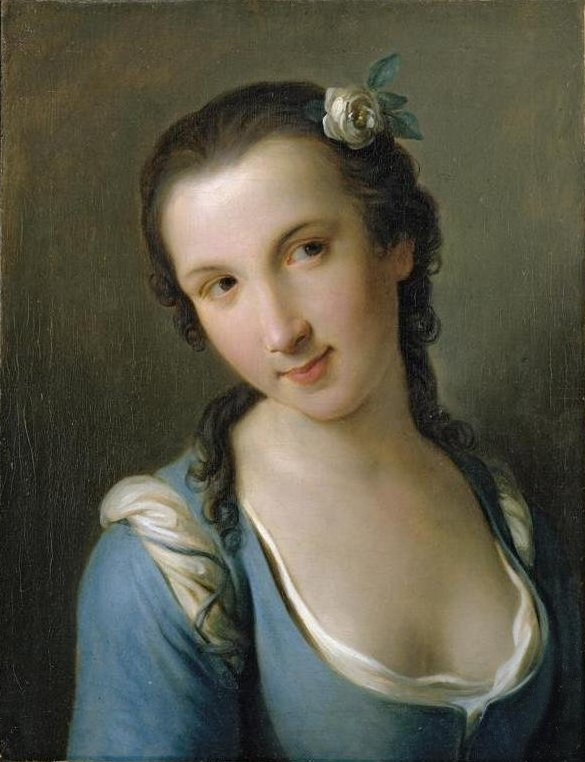
П. А. Ротари. Девушка в голубом. 1755. Холст, масло. Художественный музей Эль-Пасо, Техас, США
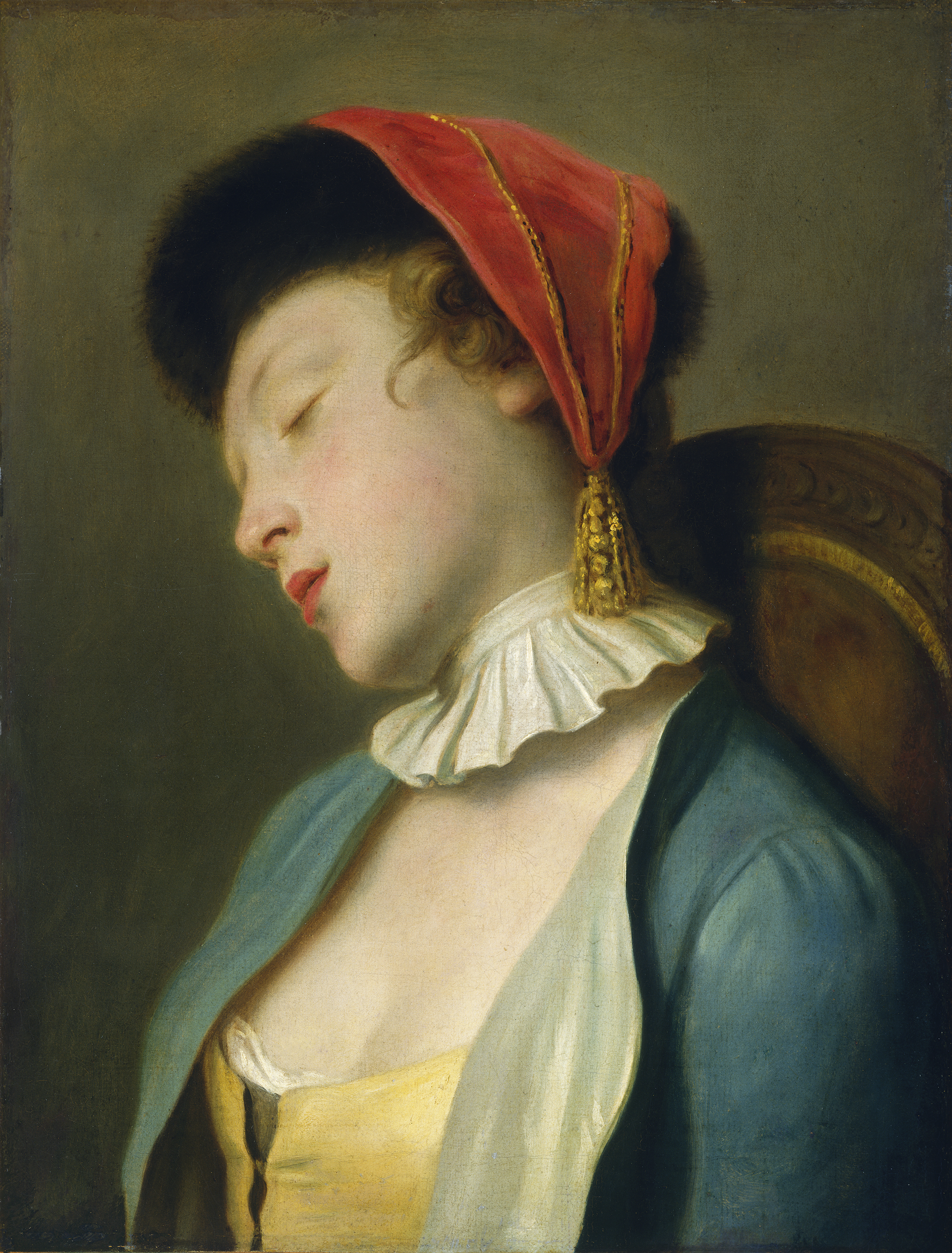
П. А. Ротари. Спящая девушка. Ок. 1761. Холст, масло. Национальная галерея искусств, Вашингтон
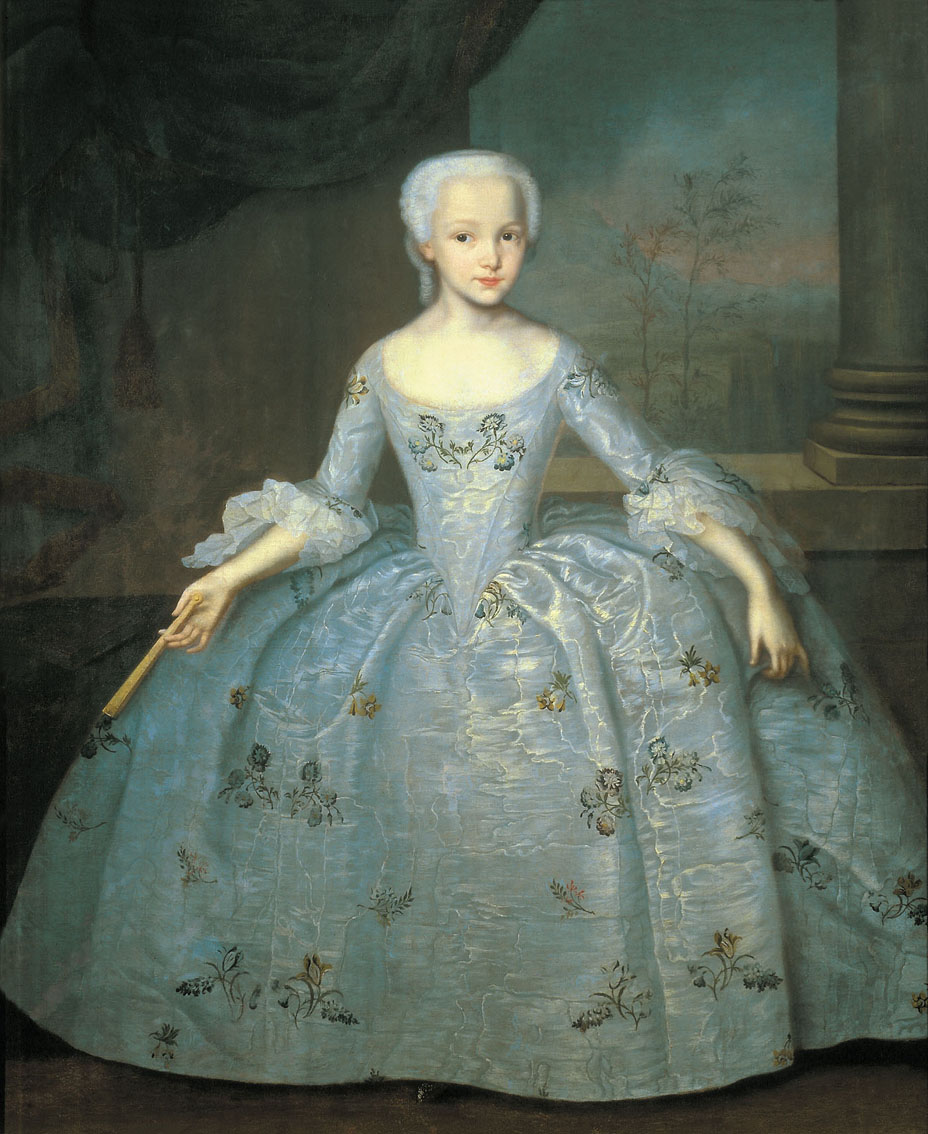
И. Я. Вишняков. Портрет Сарры Элеоноры Фермор. 1749. Холст, масло. Русский музей, Санкт-Петербург

## Елизаветинский стиль в декоративно-прикладном искусстве
В области декоративного и прикладного искусства елизаветинского периода, как и для других видов художественного творчества, характерно колебание между стилями барокко и рококо с различными вариациями маньеристических тенденций. Причём если в экстерьере архитектурных сооружений, как правило, доминируют классицистические и барочно-маньеристические элементы, то в интерьере и камерных видах искусства — орнаменте, декоре мебели, тканей, художественных изделиях из бронзы и фарфора — рокайльные.
В елизаветинское время был изобретён русский фарфор. Российская императрица, ориентированная на французскую и саксонскую моду, страстно желала иметь свой фарфор. После многих неудач изобретение «порцелина» было поручено молодому учёному Дмитрию Ивановичу Виноградову соученику и товарищу Михаила Ломоносова. В конце 1746 года, использовав гжельские белые глины, Виноградов сумел получить удовлетворительный белый фарфор — один из самых востребованных материалов эпохи рококо.
В 1756 году на «порцелиновой мануфактуре», располагавшейся на Шлиссельбургском тракте, близ берега Невы, в 10 верстах от Санкт-Петербурга, изготовили «Собственный сервиз» Елизаветы Петровны. Многие предметы этого сервиза сохранились. Они имеют волнистый, или фестончатый, край и декорированы рельефной плетёнкой, дополненной росписью пурпуром и позолотой. В узлах сетки-плетёнки помещены лепные цветочки: на отдельных предметах — лепные гирлянды с росписью. Лепка и роспись выполнены Виноградовым. «Собственный сервиз» — шедевр декоративно-прикладного искусства, замечательно отражающий вкусы елизаветинского времени.
С елизаветинской эпохой связаны открытия в области искусства мозаики. В 1753 году указом императрицы в собственность М. В. Ломоносова было передано село Усть-Рудицы Копорского уезда (близ Ораниенбаума), «где есть глина, песок и дрова». Ранее, в 1746—1750 годах, в мастерской Академии наук на Васильевском острове в Петербурге Ломоносов в процессе долгих опытов сумел получить смальты ярких красных и зелёных оттенков.
С двумя помощниками, учениками Рисовальной палаты — Матвеем Васильевым и Ефимом Мельниковым — Ломоносов стал создавать небольшие мозаичные картины. Среди них: «Св. Апостол Пётр», портреты Петра I (используя произведения Л.Каравака, Ж.-М.Наттье Младшего), великого князя Петра Фёдоровича, императрицы Елизаветы Петровны по оригиналам Л. Токке и Ф. С. Рокотова, Екатерины II, графа М. И. Воронцова, графа П. И. Шувалова. В 1740-х годах Ломоносов был близок к открытию отечественного фарфора, но его увлекло именно стекло и он задумал возродить мозаичное искусство, существовавшее в X—XI веках в Киевской Руси.
В 1762—1764 годах Ломоносов создал своё главное произведение: мозаичную картину «Полтавская баталия». Однако судьба этой мозаики, как и проект её помещения в Петропавловском соборе, оказались печальными. Непривычные швы мозаичного набора и отсутствие живописных градаций не соответствовали рокайльной эстетике и, тем более, вкусам следующей эпохи русского классицизма. Мозаики Ломоносова на долгое время были забыты.
Класс «орнаментной скульптуры» в Академии художеств с 1758 года возглавлял французский скульптор Николя-Франсуа Жилле, учитель целого поколения русских скульпторов, мастеров монументально-декоративной скульптуры следующей эпохи. С живописной миниатюрой, обработкой драгоценных камней и металлов связано искусство ювелиров, которому всегда придавалось важное значение при императорских дворах. Так над Большой короной императрицы Анны Иоанновны (1730) трудился немецкий ювелир Готтфрид Вильхельм Дункель. Швейцарец Иеремия (Еремей Петрович) Позье в 1729 году вместе с отцом приехал в Москву, с 1731 года учился ювелирному делу у французского мастера Граверо, с 1740 года работал самостоятельно. В 1762 г. Иеремия Позье для торжественной коронации Екатерины II в Успенском соборе в Москве, выполнил Большую императорскую корону с 4936 бриллиантами, 75 жемчужинами и огромным рубином.

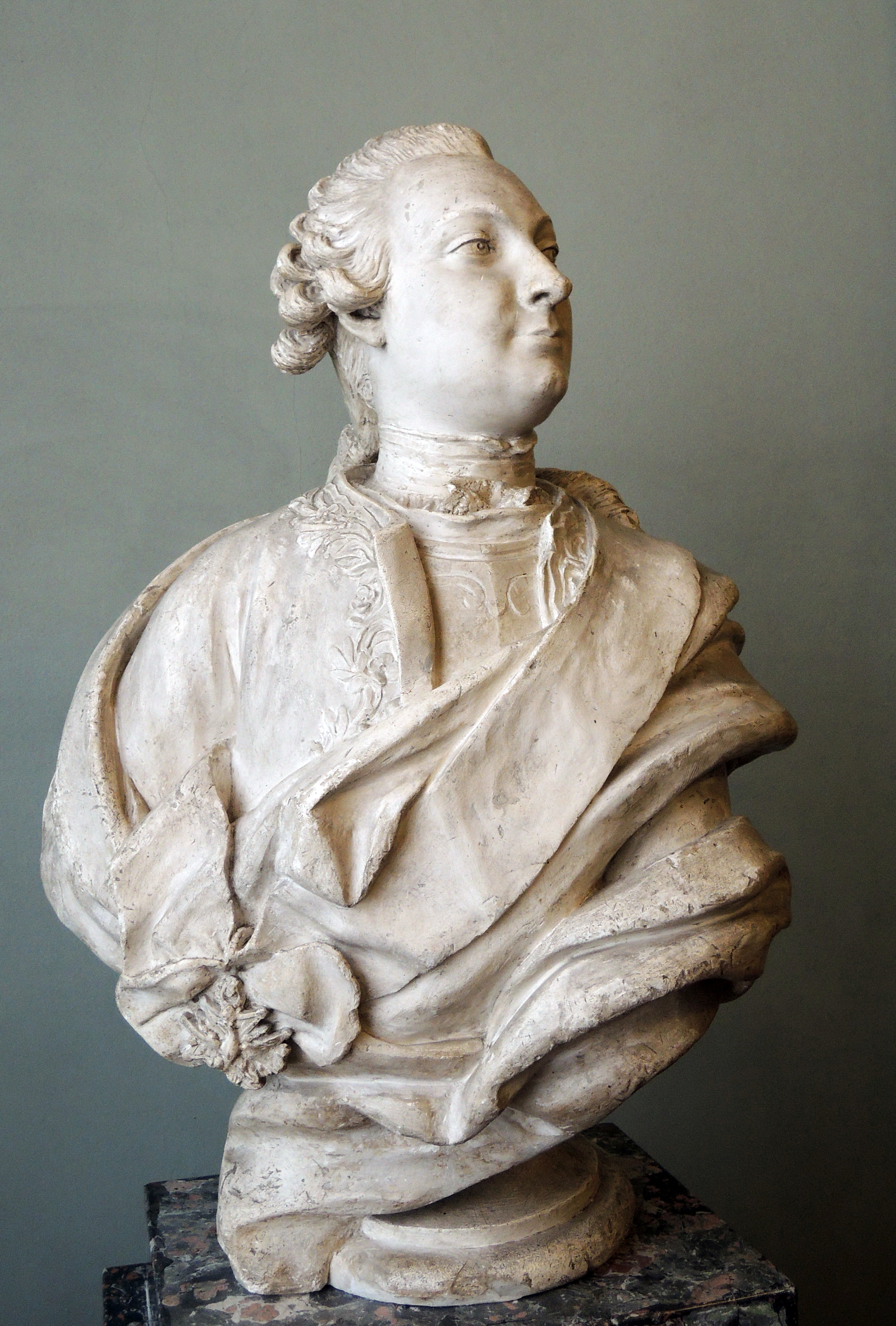
Н.-Ф. Жилле. Бюст И. И. Шувалова. 1760. Мрамор. Государственный Русский музей, Санкт-Петербург
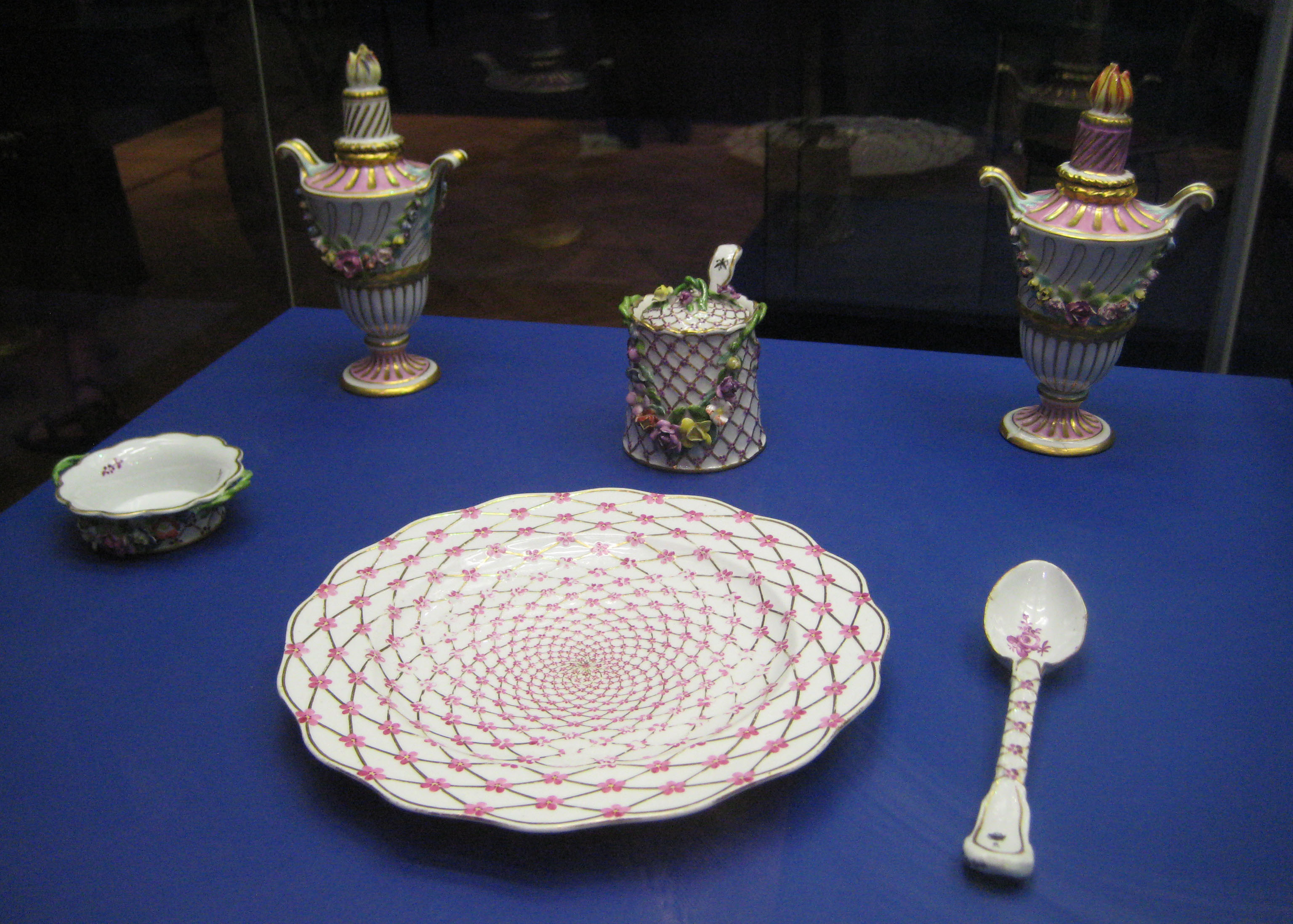
Предметы Собственного сервиза императрицы Елизаветы Петровны. 1756. Фарфор. Мастер Д. И. Виноградов. Государственный Эрмитаж, Санкт-Петербург
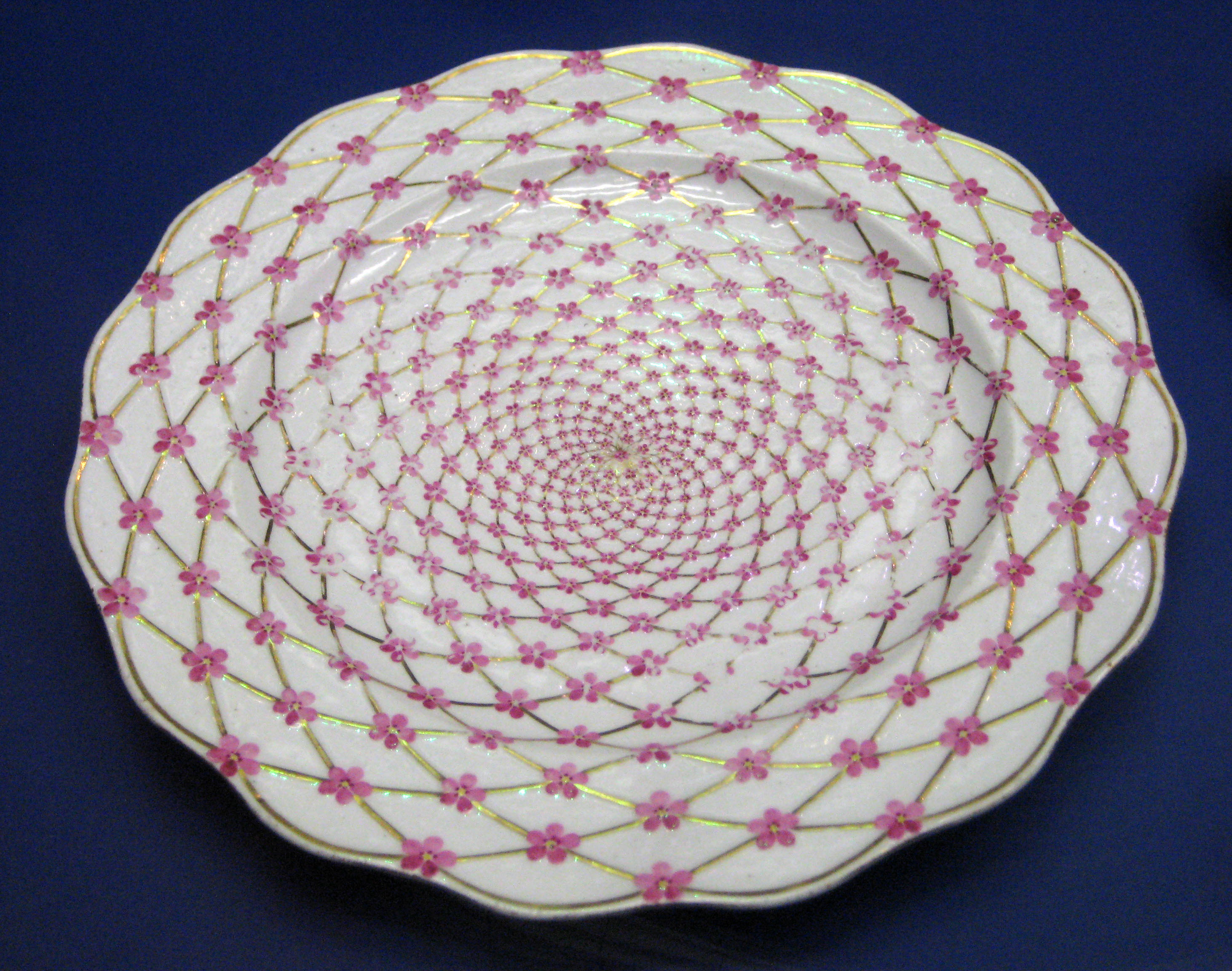
Тарелка Собственного сервиза императрицы Елизаветы Петровны
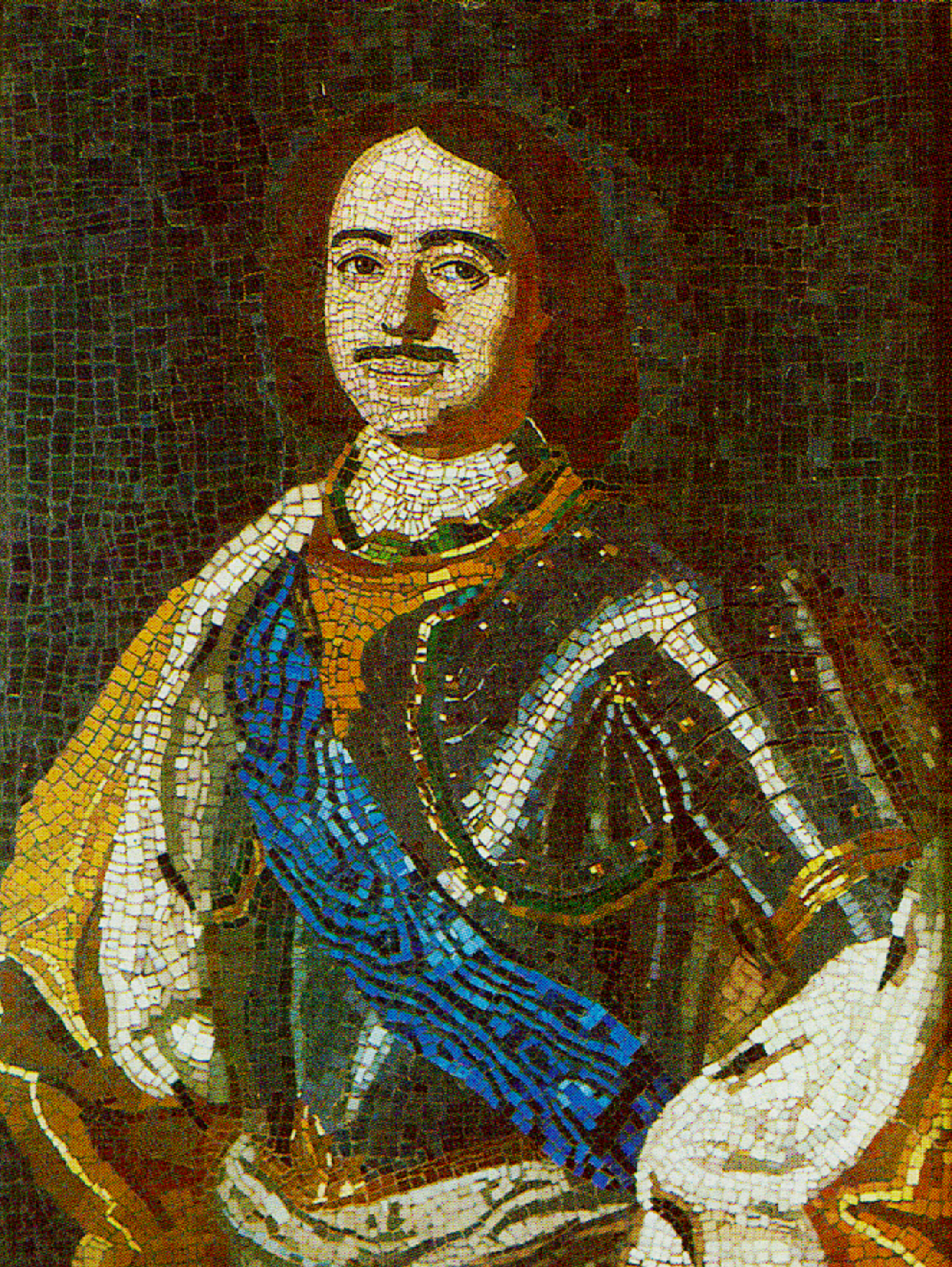
Портрет Петра I. Мозаика. Набрана М. В. Ломоносовым. 1754. Государственный Эрмитаж, Санкт-Петербург
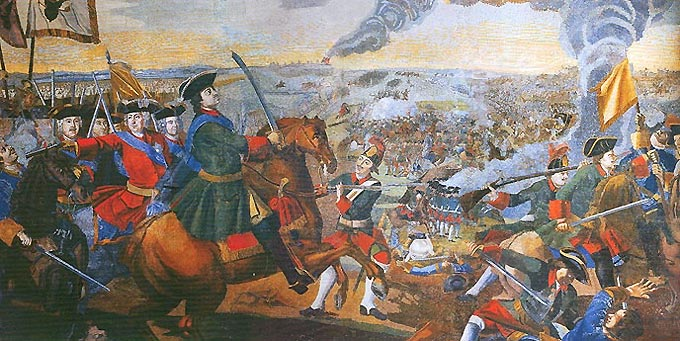
Полтавская баталия. 1762—1764. Мозаика. М. В. Ломоносов с помощниками. Здание Академии наук, Санкт-Петербург
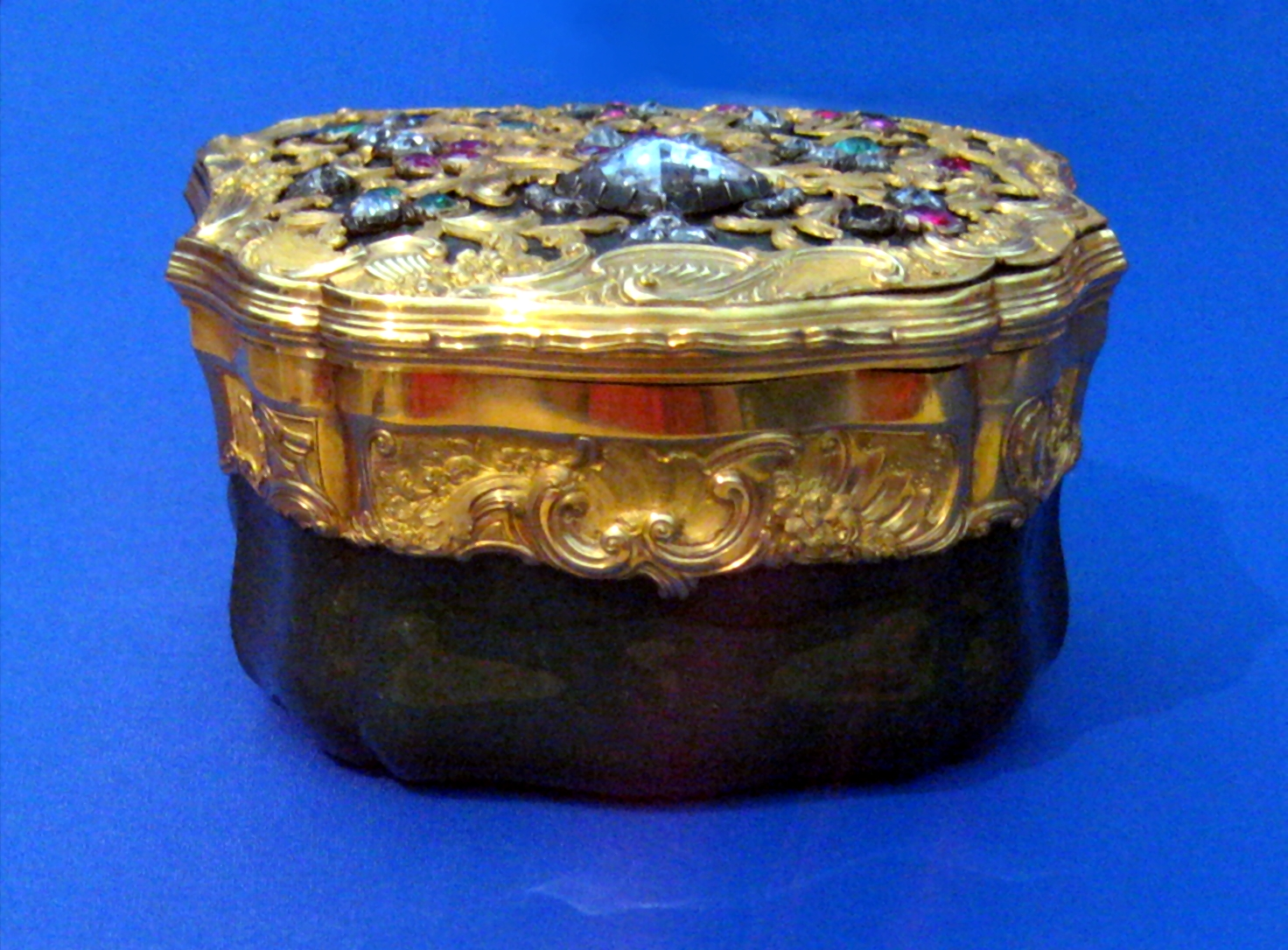
Табакерка эпохи Елизаветы Петровны